# Conseillisme

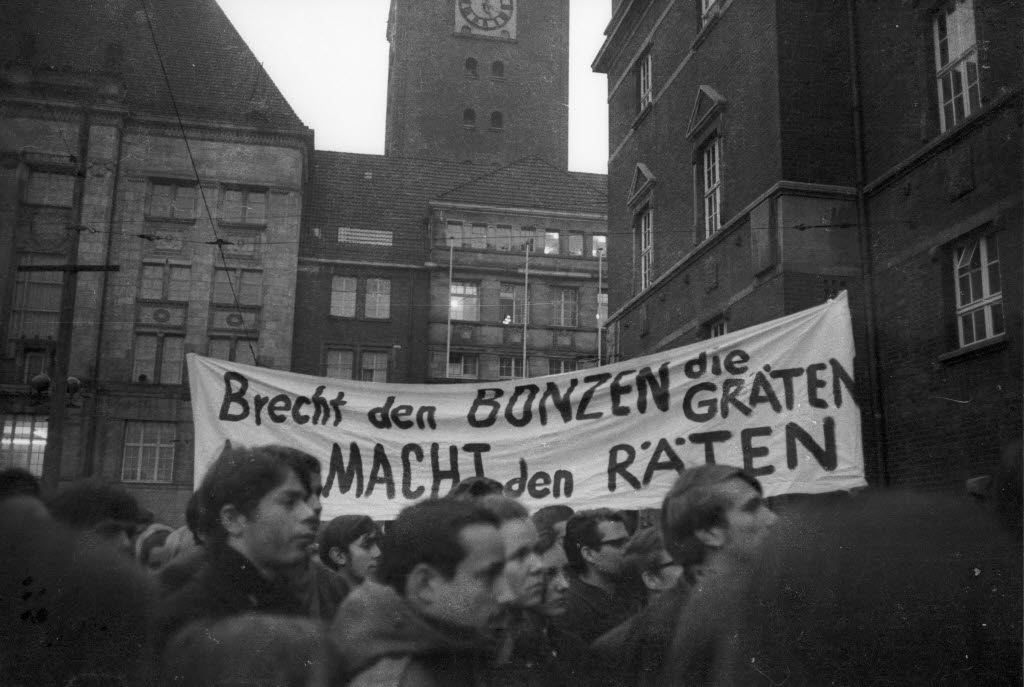
Rassemblement à Kiel (Allemagne de l'Ouest) en 1968 : Briser les os des gros bonnets. Pleins pouvoirs aux conseils.

Le communisme de conseils ou conseillisme est un courant du mouvement ouvrier révolutionnaire se revendiquant socialiste ou marxiste, mais anti-léniniste. Son objectif est la prise du pouvoir révolutionnaire par la classe prolétarienne à travers des conseils ouvriers ("soviets"). Cette idée est généralement l'objectif proclamé par tout le mouvement communiste, mais les conseillistes reprochent aux léninistes (marxistes-léninistes, staliniens, trotskistes, maoïstes...) d'être porteurs d'un « communisme de parti », dans lequel un parti d'avant-garde confisque le pouvoir au détriment de l'auto-organisation ouvrière (substitutisme).
Parmi ses principales références historiques, on trouve la Commune de Paris (1871), des idées du luxemburgisme en Allemagne, des idées de la gauche communiste germano-hollandaise, les conseils ouvriers (soviets) et paysans en Russie en 1905 et 1917 (et notamment les comités d'usines), la tentative de République alsacienne des conseils en 1918, l'expérience des conseils de travailleurs de Turin et en Italie du nord en 1919-1920 (Biennio rosso), les conseils de travailleurs lors de la révolution allemande en 1918-1919, la révolution sociale espagnole de 1936, les conseils en Hongrie en 1956 ou encore la révolte sociale de Mai 68 en France.
Parmi les théoriciens les plus connus du communisme de conseils, il y a des penseurs marxistes comme Anton Pannekoek, Karl Korsh et Paul Mattick. Des anarchistes comme Gustav Landauer et Erich Mühsam, qui ont l'un et l'autre participé à la République des conseils de Bavière en 1919, se sont également déclarés partisans des conseils ouvriers.

## Idées et positions politiques

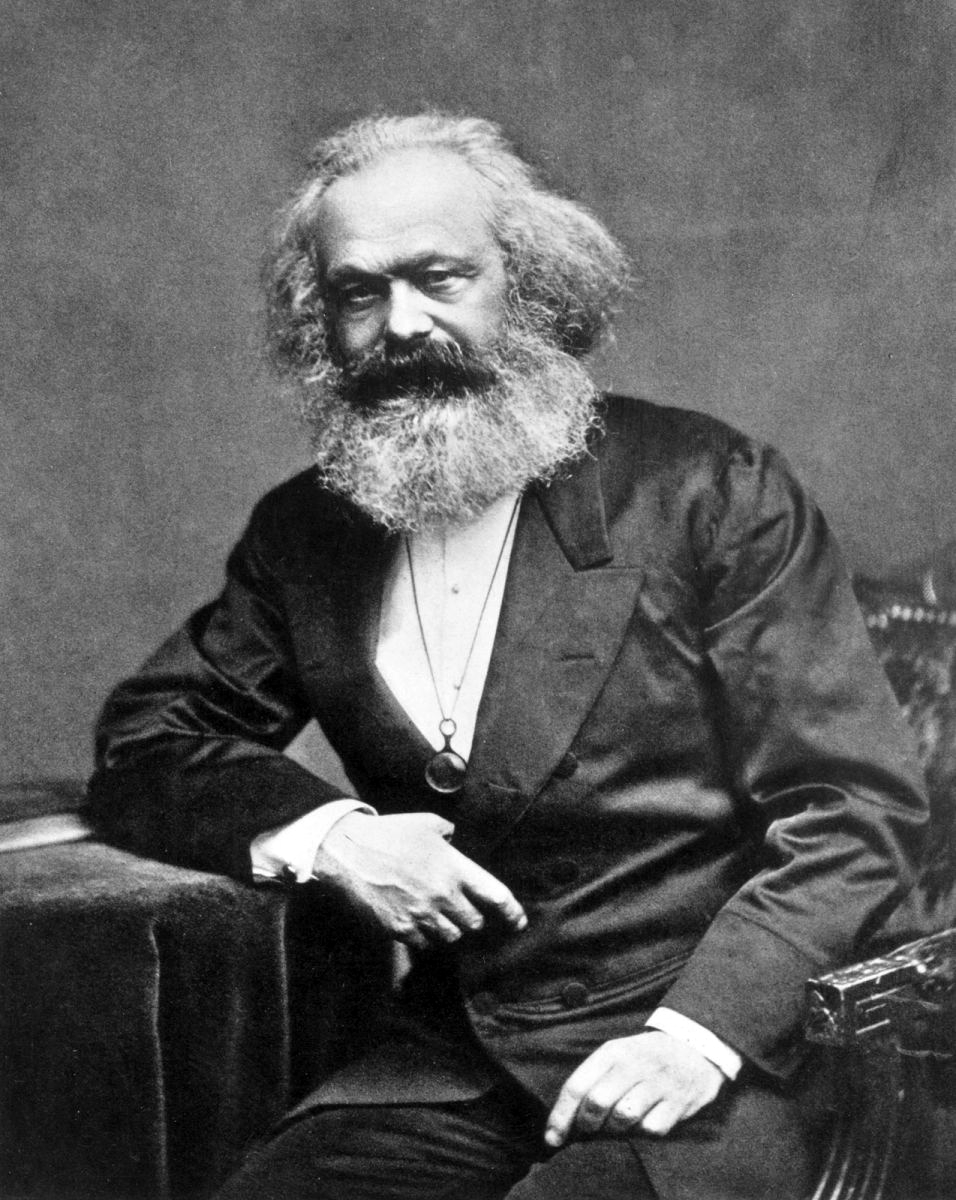
Karl Marx, théoricien du communisme.

Les partisans du conseillisme sont logiquement dans la tradition internationaliste, et se caractérisent donc par un rejet du parlementarisme, du nationalisme, et des structures hiérarchiques et bureaucratiques comme les syndicats et partis traditionnels. Ils affirment et constatent que les conseils démocratiques surgissant à la base, lors d'une lutte de classes révolutionnaire, constituent une forme politique « naturelle » de démocratie et qu'ils sont la seule voie vers l'émancipation collective.

### Inspirations de la pensée communiste de Marx et Engels
Les communistes de conseils reprennent les idées en lien avec l'auto-organisation et l'auto-émancipation des travailleurs pensées par Karl Marx. Le prolétariat devait, selon Marx, autogérer leurs luttes. C’est un thème constant qui affleure, à intervalles, dans ses écrits et dans ses actes. Par exemple, en 1848 dans le Manifeste communiste Marx dit ceci : « le mouvement prolétarien est le mouvement autonome de l’immense majorité » ; en 1864, « l’émancipation de la classe ouvrière doit être l’œuvre des travailleurs eux-mêmes » ; en 1866 dans les Statuts de l’Association internationale des travailleurs « l’œuvre de l’Association internationale est de généraliser et d’unifier les mouvements spontanés de la classe ouvrière, mais non de leur prescrire ou de leur imposer un système doctrinaire quel qu’il soit » ; en 1868 « l’Association internationale des travailleurs (...) n’est fille ni d’une secte ni d’une théorie. Elle est le produit spontané du mouvement prolétaire ». En 1871, après la Commune de Paris, Marx dit ceci « ce serait méconnaître complètement la nature de l’Internationale que de parler d’instructions secrètes venant de Londres (...) de quelque centre pontifical de domination et d’intrigue (...). De fait, l’Internationale n’est nullement le gouvernement de la classe ouvrière, c’est un lien, ce n’est pas un pouvoir ». Également, le 17 septembre 1879, dans une lettre de Marx à destination de August Bebel:
« En fondant l'Internationale, nous avons lancé en termes clairs son cri de guerre : "L'émancipation de la classe ouvrière sera l'œuvre de la classe ouvrière elle-même". Nous ne pouvons donc pas marcher avec des gens déclarant à cor et à cri que les ouvriers sont trop peu instruits pour pouvoir s'émanciper eux-mêmes et qu'ils doivent être affranchis par en haut, par les philanthropes bourgeois et petits-bourgeois. Si le nouvel organe du parti prend une attitude qui correspond aux idées de ces messieurs, si cette orientation est bourgeoise et non prolétarienne, il ne nous restera plus autre chose à faire, si regrettable que ce soit pour nous, que de nous expliquer là-dessus ouvertement et de rompre la solidarité dont nous avons fait preuve jusqu'à présent, en qualité de représentants du parti allemand à l'étranger. »,
Karl Marx et Friedrich Engels étaient ainsi également contre certaines écoles socialistes, par exemple le blanquisme, qui prônaient qu'une "minorité" révolutionnaire devait mener à bien la transition socialiste. Selon Marx et Engels, le risque d'une soumission progressive du prolétariat par une dictature "d'une ou de plusieurs personnes" avec ces méthodes (notamment blanquistes) étaient possibles. Également, Engels reproche en particulier aux blanquistes de vouloir décréter la révolution plutôt que de la construire. Le conseilliste Maximilien Rubel reproche à Lénine d'avoir des aspects blanquistes dans sa stratégie révolutionnaire. 
Certaines réflexions autour des coopératives ouvrières par Marx ont également pu inspirer certains communistes de conseils et la réflexion autour des conseils ouvriers et d'une organisation prolétarienne révolutionnaire "par le bas". Karl Marx s'est intéressé au mouvement coopératif ouvrier, y voyant une potentielle brèche destructive à l'intérieur du système capitaliste, remettant en cause en parti ce mode de production (car : « Son grand mérite [au mouvement coopératif] est de montrer pratiquement que le système actuel de subordination du travail au capital, despotique et paupérisateur, peut être supplanté par le régime républicain et fécond de l'association de producteurs libres et égaux. »). Le capitalisme produit donc indirectement des brèches potentiellement anticapitalistes. Les coopératives peuvent être un point d'appui pour la révolution communiste, à condition également que le mouvement ouvrier ait une conscience révolutionnaire plus large et radicale,,. Puisque les limites des coopératives ouvrières sous le capitalisme, selon Marx, est que « les ouvriers y sont eux-mêmes capitalistes et y appliquent les moyens de production à la mise en valeur de leur propre capital », donc gardent certains rapports socio-économiques marchands et capitalistes. Le communiste de conseils Maximilien Rubel considère ainsi que Marx est confiant vis-à-vis du mouvement réel des ouvriers, soulignait l’importance des syndicats, des coopératives et des organisations politiques en tant que créations « de bas en haut ».
Aussi, les écrits de Marx et Engels sur l'expérience révolutionnaire et démocratique de la Commune de Paris de 1871 ont pu également influencer et inspirer les communistes de conseils, notamment sur la question du mandat impératif (où les élus sont révocables). La Commune annonce les prémices de l'autogestion et du contrôle ouvrier sur leur travail. Dans les entreprises, un conseil de direction est élu tous les 15 jours par l'atelier et un ouvrier est chargé de transmettre les réclamations.

### L'instauration des conseils ouvriers durant la révolution

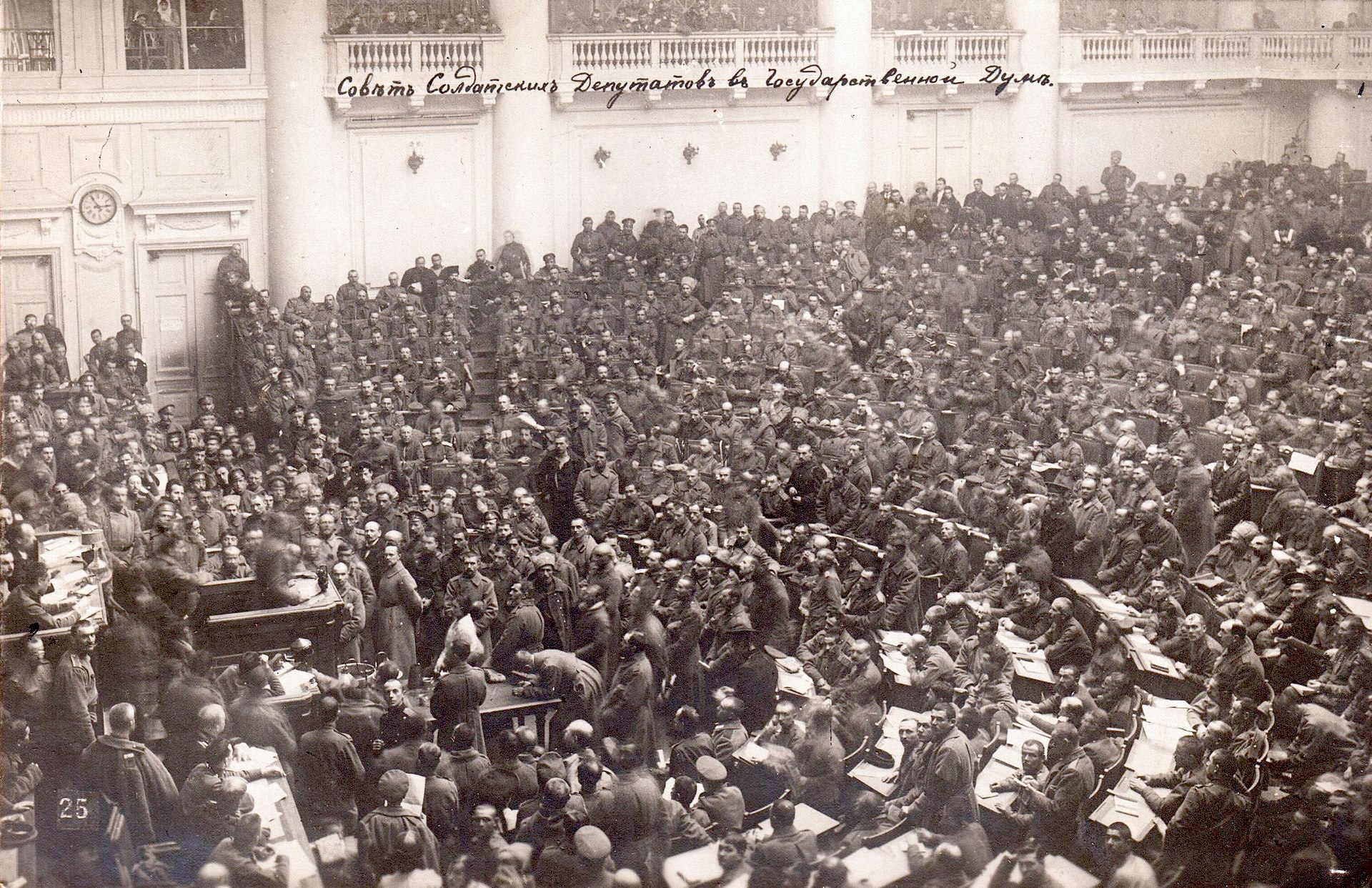
Assemblée du soviet de Petrograd en 1917.

L'instauration de conseils révolutionnaires de travailleurs est la base principale du communisme de conseils. Les conseils ouvriers sont ainsi des assemblées d'ouvriers fonctionnant selon les principes de la démocratie directe et s'organisant en pouvoir insurrectionnel.
Les conseils de travailleurs fonctionnent selon des principes horizontaux et démocratiques. Ils peuvent rassembler l'ensemble des travailleurs dans des assemblées de base. Si ces conseils comportent des élus, alors ces assemblées sont mandatés via un mandat impératif, et ces élus doivent rendre compte de leurs activités devant l'assemblée, et sont révocables à tout moment par l'assemblée.

D'un point de vue conseilliste, les conseils ouvriers révolutionnaires permettent la garantie de la montée du communisme et du dépérissement de l'État. Comme le dit le communiste de conseils Anton Pannekoek: 
Engels avait écrit que l'État disparaîtrait avec la révolution prolétarienne ; qu'au gouvernement des hommes succéderait l'administration des choses. A l'époque, il n'était guère possible d'envisager clairement comment la classe ouvrière prendrait le pouvoir. Mais nous avons aujourd'hui la preuve de la justesse de cette vue. Dans le processus révolutionnaire, l'ancien pouvoir étatique sera détruit et les organes qui viendront le remplacer, les conseils ouvriers, auront certainement pour quelque temps encore des pouvoirs politiques importants afin de combattre les vestiges du système capitaliste. Toutefois, leur fonction politique se réduira graduellement en une simple fonction économique : l'organisation du processus de production collective des biens nécessaires à la société.
Les premiers conseils ouvriers (ou soviets) apparaissent en Russie au cours de la révolution de 1905, mais leur origine remonte au vétché, un terme qui est synonyme de soviet dans l'ancienne Russie, et qui « correspondait à une sorte de diète, organe principal de la puissance politique de la cité ». En février 1917, la reformation des soviets et des comités d'usine aboutit au renversement du régime tsariste. Mais les soviets n’exerceront jamais réellement le pouvoir : de février à octobre 1917, le pouvoir est détenu par un « gouvernement provisoire » dirigé par Kerensky. Le mot d'ordre défendu par les bolcheviks est alors : « Tout le pouvoir aux soviets ! ». À partir d'octobre 1917, le pouvoir est détenu par des « commissaires du peuple » dirigés par Lénine. En 1921, les marins de Kronstadt se révoltent contre le pouvoir bolchevik pour défendre celui des soviets : ils sont écrasés par la répression léniniste.

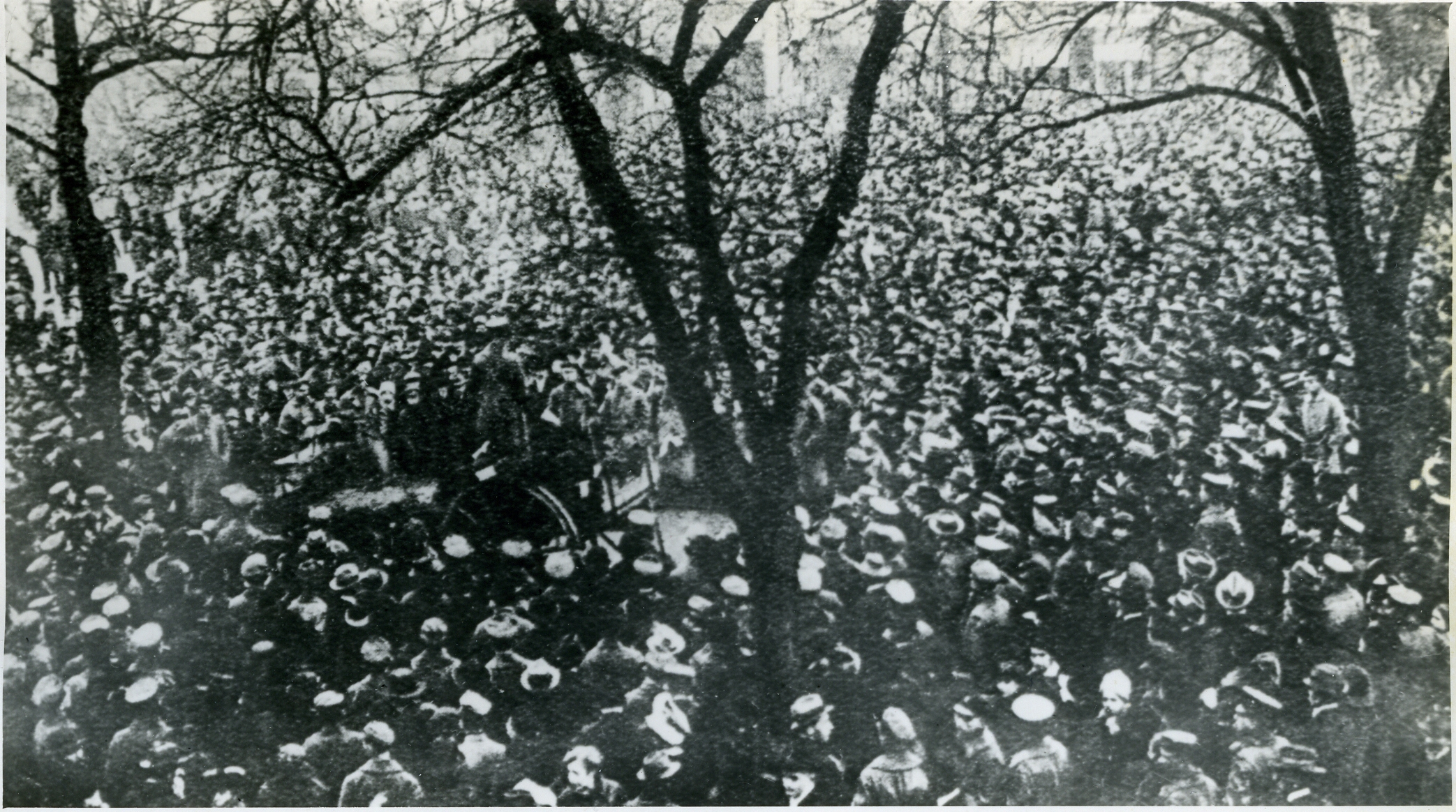
Place de la liberté à Poznań, 10 novembre 1918. Le rassemblement a élu le conseil des Ouvriers et Soldats à Poznań.

Les conseils d'ouvriers et de soldats apparaissent aussi en Allemagne lors des mutineries de Kiel, qui conduisent à la révolution allemande de novembre 1918. Ils conduisent l'armée à signer un armistice avec la France. Les conseils ouvriers d'Allemagne sont réduits en janvier puis en mars 1919. Ils apparaissent au même moment en Alsace, Hongrie — lors de l'épisode de la République des conseils de Hongrie — et en Italie en 1920. Ces diverses insurrections ne durent que quelques semaines ou quelques mois et sont rapidement anéanties. On voit plus tard réapparaître des conseils ouvriers en Hongrie en 1956 (contre le pouvoir stalinien de la République populaire de Hongrie, lors de l'insurrection de Budapest), en France en mai 1968, ainsi qu'à nouveau en Italie en 1969.

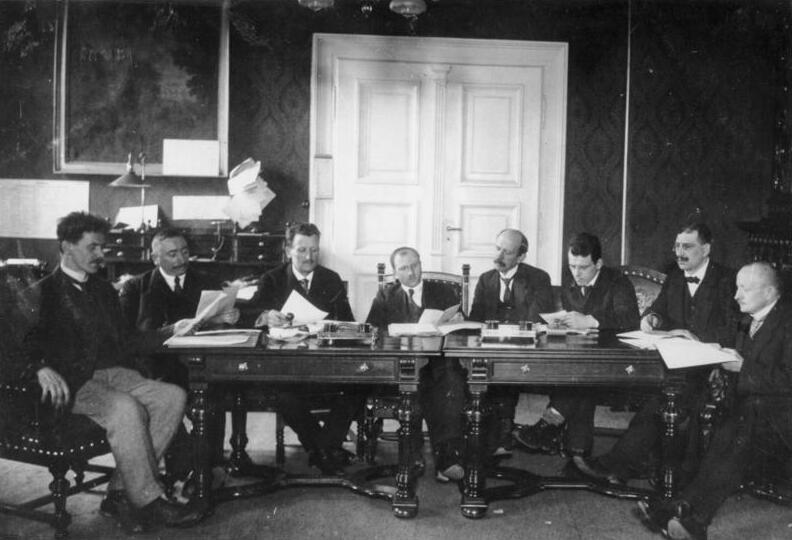
Réunion d'un conseil d'ouvriers et de soldats allemands en 1919.

À partir de 1968, le terme de « conseils ouvriers » commence parfois à être remplacé par celui d'« assemblées ouvrières », puis d'« assemblées générales ». À partir de 1973, on parle en Italie d'« assemblées autonomes », dans le sens où ces assemblées ne sont pas contrôlées par les syndicats. Les assemblées autonomes subsistent en Italie jusqu'en 1979 : elles regroupent toutes sortes de travailleurs, mais aussi des chômeurs et des étudiants.
En France, c'est le terme de « coordinations » qui est utilisé en 1986 pour désigner les assemblées de cheminots et d'infirmières en grève. Mais contrairement aux conseils ouvriers du début du siècle, ces assemblées de travailleurs ne prennent pas une forme insurrectionnelle. L'Assemblée générale est seulement considérée comme une forme d'organisation. Il en est de même pour les assemblées de grévistes qui se sont constituées en 1995. Parfois contrôlées par les syndicats, ces assemblées se sont limitées à un cadre purement revendicatif.
Certains projets socialistes en lien avec les conseils ouvriers ont pu comporter une certaine originalité, par exemple avec le projet Cybersyn au Chili, qui alliait socialisme, conseils ouvriers et cybernétique. Le projet Cybersyn a été un projet cyber-socialiste au Chili qui visait à créer une économie planifiée contrôlée par un système temps réel durant les années 1970-1973 (sous le gouvernement du président Salvador Allende). Il s'agissait essentiellement d'un réseau de télex qui reliait les entreprises à un ordinateur central situé à Santiago qui était contrôlé suivant les principes de la cybernétique. Le principal architecte de ce système était le scientifique britannique Anthony Stafford Beer. Le projet initial de Stafford Beer et de son équipe consistait à instaurer un système où les travailleurs, au sein de conseils ouvriers, auraient pu délibérer démocratiquement dans le domaine de la production. Cela aurait pu permettre d'instaurer un socialisme radicalement démocratique, où les ouvriers seraient véritablement les décideurs et coordinateurs au sein de la production, se démarquant ainsi du régime soviétique. Le but est donc d'instaurer une forme de système d'autogestion à l'échelle d'un pays. Stafford Beer voulait qu'il y ait une transmission rapide des données économiques entre le gouvernement et les ateliers de production. Également, il y avait l'idée par la suite de prolonger cette expérience avec un système de référendum participatif électronique nommé « Cyberfolk ». Cependant, le coup d’État du 11 septembre 1973 au Chili mené par le général d'armée Augusto Pinochet mit définitivement fin à ce projet cyber-socialiste.

### Penser une organisation communiste plus horizontale
La question de l'organisation politique diverge selon les auteurs du communisme de conseils, certains étant plus spontanéistes ou pro-partis que d'autres. Cependant, la ligne reste la même : la révolution communiste doit être menée et coordonnées principalement par les conseils de travailleurs.
Dans les années 1920, la gauche communiste hollandaise mettait en avant une grande importance donnée au rôle du parti, aussi bien avant que pendant la révolution. En fait, une critique plus radicale du parti et de sa discipline interne se retrouvera plus tard chez les conseillistes comme Otto Rühle et la gauche communiste hollandaise des années 1930. Dans les années 1920, pour la gauche communiste germano-hollandaise, le parti n’est pas une fin en soi; reprenant la conception de Rosa Luxemburg, les théoriciens hollandais affirment que les communistes « travaillent à la préparation de leur propre déclin » dans la société communiste. Le parti communiste ne pouvait être qu’un produit et une arme de la révolution. Le Parti représente un programme, une volonté d'action et une fonction active de propagande et d’agitation. Même si les masses ouvrières agissaient spontanément, le parti ne tombait pas dans le spontanéisme, comme forme de suivisme de l’action de ces masses. Le parti n’était pas fondu dans la masse mais son avant-garde par ses mots d’ordre et ses directives. Le parti orientait et «dirigeait la lutte». Ce rôle de direction n’était pas un rôle d’état-major, où le parti commanderait la classe à la façon d’une armée. Le parti ne commandait pas mais dirigeait la révolution. La révolution ne se décrète pas; elle est «l’œuvre des masses» et se «déclenche spontanément». Si certaines actions du parti pouvaient être le point de départ de la révolution – «cela n’arrive que rarement toutefois» – le facteur décisif était la germination de la conscience de classe, qui préparait les actions spontanées du prolétariat. Il n’y avait donc pas de génération spontanée de la révolution mais un cheminement de la conscience de classe qui la déterminait. Ce sont «les facteurs psychiques profondément enfouis dans l’inconscient des masses» qui créaient la spontanéité apparente de l’activité révolutionnaire. La fonction du parti était précisément de «toujours agir et parler de manière à réveiller et fortifier la conscience de classe des ouvriers». (Souligné par Herman Gorter.) Cette fonction du parti déterminait la structure et le fonctionnement de l’organisation communiste. Au lieu de regrouper d’énormes masses, au prix de l’édulcoration des principes et au risque de la gangrène opportuniste, le parti devait rester fidèle à la visée communiste révolutionnaire. Herman Gorter, et toute la Gauche communiste des années 1920 avec lui – à l’exception de tendances anarchisantes – ne niait pas la nécessité d’un fonctionnement unitaire du parti, nécessairement centralisé et discipliné. Gorter précise également que l'existence de "grands hommes", dans un mouvement, et donc la personnalisation de ce dernier, apparaît comme un signe de faiblesse et non de force. Il est plus propre aux pays sous-développés (comme la Russie avec le bolchévisme) – où la conscience et la maturité au prolétariat sont moindres, d’où la nécessité des «chefs» -, qu’aux pays industrialisés. Dans ceux-ci, les traditions historiques de lutte créent une conscience de classe beaucoup plus homogène. L’importance des «chefs» décroît en proportion du degré de conscience de masses ouvrières plus aguerries.
Le communiste de conseils Anton Pannekoek, dans un texte de 1932 intitulé Contribution à la question du parti, propose des éléments de réflexions afin de fonder une organisation communiste révolutionnaire mettant en avant l'auto-organisation des travailleurs :
Pannekoek part de la diversité des positions dans le mouvement ouvrier :
- Aile réformiste/parlementaire : voit le parti comme instrument pour obtenir la majorité électorale, gouverner dans l’intérêt de ses électeurs, quitte à nouer des coalitions contraires à ses principes.
- Aile antiparlementaire : comprend que le changement social suppose une transformation révolutionnaire menée par la classe ouvrière.   Mais cette aile antiparlementaire révolutionnaire est elle-même divisée entre :
  - Communistes de parti (KPD, léninisme, etc.) : veulent diriger la classe comme son « cerveau », imposant leur tactique et conservent dans la pratique des méthodes parlementaires
  - Courants conseillistes et syndicalistes : insistent sur l’auto-organisation ouvrière, mais divergent sur le rôle exact d’un parti ou de la politique.

Pannekoek constate que la coopération entre les organisations est freinée par le poids des traditions et des visions exclusives. Il distingue ensuite trois conceptions principales du parti :
-La première est celle du parti comme "groupe central". Dans cette vision, le parti révolutionnaire n’est pas la classe tout entière, mais un noyau formé des éléments les plus conscients et théoriquement armés. Son rôle est d’orienter la lutte, d’élaborer la tactique et de transmettre l’expérience aux masses. Historiquement, ce parti a coexisté avec des organisations plus larges, mais moins claires idéologiquement, comme les syndicats. Pannekoek admet la nécessité d’un noyau clair et instruit, mais refuse l’idée qu’il faille lui adjoindre une organisation de masse non communiste qui lui soit subordonnée. Dans une période révolutionnaire, la véritable organisation de masse doit être la classe elle-même, organisée dans les entreprises et non filtrée par une structure intermédiaire dirigée par un parti.
-La deuxième conception est celle du parti comme "guide de la classe". Ici, le parti est une organisation centralisée, disciplinée, qui définit et impose une tactique aux masses, au nom de leur intérêt historique. Cette vision, qu’on retrouve dans le bolchevisme, part du constat que les masses manquent de maturité et qu’une direction ferme est indispensable. Pannekoek s’y oppose fermement. Pour lui, cette substitution d’une minorité agissante à la classe entière empêche l’auto-développement nécessaire à l’émancipation. L’exemple russe, où le parti a pris le pouvoir, ne saurait servir de modèle à l’Occident : les conditions socio-économiques y sont radicalement différentes et le pouvoir de parti reste un pouvoir de chefs. L’objectif doit être le pouvoir autonome des masses, exercé directement à travers les conseils ouvriers.
-Enfin, la troisième conception est celle du parti comme "groupe d’opinion". Dans ce sens, un parti est simplement un regroupement d’individus partageant une même analyse et une même orientation. Il n’est pas « le » représentant de la classe, mais l’un des courants qui s’expriment en son sein. Dans la lutte révolutionnaire, de tels groupes continueront d’exister, car les divergences d’intérêt et de conditions au sein du prolétariat sont inévitables. Loin d’être un obstacle, cette pluralité d’opinions nourrit le développement politique et la clarté stratégique.
Ainsi, Anton Pannekoek affirme la nécessité d’un noyau militant conscient et instruit, capable de défendre des principes clairs et de contribuer à l’élaboration stratégique. Mais ce noyau ne doit pas se séparer de la classe ni se poser comme son chef : il doit s’intégrer à elle et favoriser son auto-organisation. Les partis, compris comme groupes d’opinion, auront toujours un rôle dans le débat et la lutte idéologique, mais le pouvoir effectif doit appartenir aux conseils ouvriers représentant la classe tout entière. L’émancipation ne peut résulter que de l’action consciente et collective des travailleurs eux-mêmes, et non de la direction d’une minorité, aussi éclairée soit-elle.

### Critique des limites du syndicalisme
Outre la référence aux conseils, les conseillistes voient les syndicats traditionnels comme des structures réformistes, incapable d'un changement social réellement émancipateur, par leurs structures bureaucratiques et hiérarchiques qui éloignent les travailleurs de base des processus de décision ils reproduisent selon eux des formes de domination similaire au capitalisme, en plus d'être des structures institutionnalisées servant de partenaire privilégié pour chercher un compromis lors des luttes sociales. Anton Pannekoek dans Les conseils ouvriers (1936) constate des échecs des syndicats devenus des courroies de transmission du pouvoir capitaliste afin de négocier le taux d’exploitation du prolétariat, considérant que ces bureaucraties syndicales sont incapables de faire leur autocritique et que leur existence même dépend totalement du mode de production capitaliste (sans lui, les syndicats ne serviraient plus à rien).
Ainsi, selon les conseillistes, les syndicats peuvent avoir simplement un intérêt de court terme afin de militer pour les droits des travailleurs sous le capitalisme, mais les syndicats ne sauraient être des outils pertinents et efficaces pour mener radicalement une révolution communiste à moyen et long terme.

Cette critique du syndicalisme rejoint certaines idées de Karl Marx, ce dernier reprochant aux syndicats de ne pas aller parfois assez loin dans la lutte contre le capitalisme et de l'abolition du salariat :
Il faut qu'ils comprennent [les travailleurs] que le régime actuel, avec toutes les misères dont il les accable, engendre en même temps les conditions matérielles et les formes sociales nécessaires pour la transformation économique de la société. Au lieu du mot d'ordre conservateur: "Un salaire équitable pour une journée de travail équitable", ils doivent inscrire sur leur drapeau le mot d'ordre révolutionnaire: "Abolition du salariat". [...] Les trade-unions agissent utilement en tant que centres de résistance aux empiétements du capital. Elles manquent en partie leur but dès qu'elles font un emploi peu judicieux de leur puissance. Elles manquent entièrement leur but dès qu'elles se bornent à une guerre d'escarmouches contre les effets du régime existant, au lieu de travailler en même temps à sa transformation et de se servir de leur force organisée comme d'un levier pour l'émancipation définitive de la classe travailleuse, c'est-à-dire pour l'abolition définitive du salariat.

### Critique des élections et du parlementarisme bourgeois

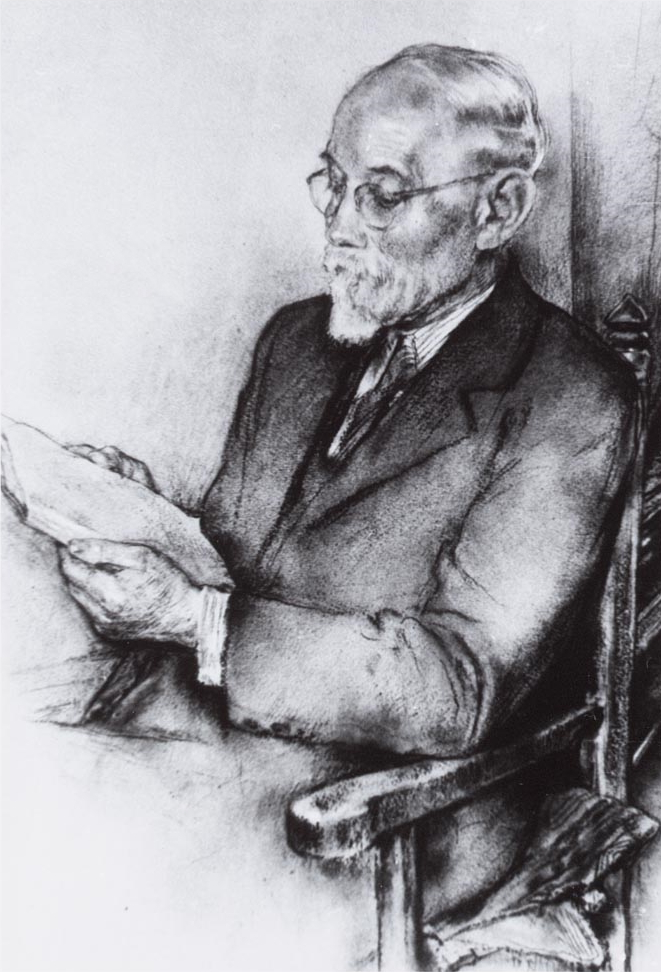
Anton Pannekoek, penseur marxiste du communisme de conseils.

Les conseillistes refusent de participer aux élections dans les systèmes de démocratie représentative qu'ils qualifient de « bourgeoises », servant les intérêts de la classe dominante, et ne permettant pas de changer le système en profondeur. Pour les conseillistes c'est un système fondamentalement anti-démocratique qui éloigne le peuple des processus de décision, en déléguant le pouvoir à des politiciens issus d'une même classe. Il servirait de légitimation du pouvoir de la classe dominante.
Les conseilliste parmi leurs autres positions refusent de soutenir les luttes de « libération nationale », non pas par hostilité envers l'autodétermination des peuples mais ils préconisent des formes de démocratie directe capable de supplanter l'état-nation, pour ne pas remplacer la domination de la classe bourgeoise extra-national par celle de la bourgeoisie nationale, ce qui prolongerait l'exploitation.
Certains conseillistes refusent parfois une certaine conception de l'antifascisme en tant qu'alliance avec la bourgeoisie. Pour certains, l'antifascisme, en abandonnant la lutte de classe, ne fait que faire le jeu du fascisme : seules la lutte de classe et la lutte contre le capitalisme peuvent permettre de combattre efficacement le fascisme. La démocratie bourgeoise est à cet égard considérée comme une forme spécifique du capitalisme pouvant se faire fascisme pour remettre en marche le processus capitaliste.

### Une opposition aux États socialistes dictatoriaux et marxistes-léninistes
Quant à l'URSS et aux différents pays dits « communistes », « socialistes » ou « marxistes-léninistes », tous ces régimes sont pour les conseillistes des capitalismes d'État(voire, selon certains conseillistes comme Otto Rühle, des « fascismes rouges »). Les conseillistes considèrent la Révolution d'Octobre comme un coup d'État d'une minorité agissante.
Ces analyses sont reprises par la suite par différents courants communistes, et dans les années 1960 par de nouveaux courants marxistes comme les conseillistes de l’Internationale situationniste.

### Opposition à la stratégie révolutionnaire léniniste
Le conseillisme s'oppose donc aux concepts léninistes tels que le parti révolutionnaire s'affirmant d'avant-garde allant saisir l'appareil d'État et le « centralisme démocratique », accusé d'être un centralisme bureaucratique. Le conseillisme dans un cadre plus large s'oppose aux partis leur reprochant globalement la même chose que les syndicats, à savoir d'être des structures hiérarchiques et bureaucratiques éloignés des aspirations populaires, le léninisme dans cette conception est d'autant plus un problème qu'il prône un parti discipliné et hiérarchique devant guider le prolétariat vers la révolution, ce qui dérive inévitablement selon les conseillistes vers une confiscation de l'auto-organisation populaire et ouvrière au profit du parti qui reproduit le schéma de domination hiérarchique. Ce faisant les bureaucrates du parti remplacent la bourgeoisie traditionnelle du capitalisme libéral.
Le conseillisme est dans l'ensemble (selon les courants et penseurs) assez spontanéiste, refusant donc de se constituer en parti politique organisé qui pourrait risquer s'élever au-dessus des masses. Il peut cependant accepter une forme d'organisation si celle-ci est entièrement horizontale dans son fonctionnement et intègre des principes de démocratie directe.

Des conseillistes revendiquant le concept marxiste de "dictature du prolétariat" ont une vision différente de celui-ci par rapport aux léninistes. Les communistes de conseils émettent de fortes critiques sur la stratégie révolutionnaire léniniste. Les communistes de conseils allemands et hollandais critiquent la vision léniniste et bolchevique du parti d'avant-garde allant saisir l'appareil d'État et de la dictature du prolétariat en URSS dès les années 1920. Le conseilliste Anton Pannekoek considère que la dictature du prolétariat doit s'incarner par les conseils (de travailleurs). S'il y a éventuellement des élections, alors les élus sont des délégués révocables à tout instant (mandat impératif). Les conseils de travailleurs, dès le début de la révolution, contribuent au dépérissement de l'État. Les conseils sont en même temps une garantie de la montée du communisme dans le processus révolutionnaire. Contrairement à la logique de Lénine qui optait pour un parti d'avant-garde de professionnels révolutionnaires prenant le contrôle de l'appareil d'État, Anton Pannekoek considère que ce qui doit organiser la révolution sous la dictature du prolétariat sont les conseils ouvriers démocratiques dirigés par les classes populaires : 
« L'organisation conseilliste incarne la dictature du prolétariat. Il y a plus d'un demi-siècle, Marx et Engels ont expliqué comment la révolution sociale devait amener la dictature du prolétariat et comment cette nouvelle expression politique était indispensable à l'introduction de changements nécessaires dans la société. Les socialistes qui ne pensent qu'en termes de représentation parlementaire, ont cherché à excuser ou à critiquer cette infraction à la démocratie et l'injustice qui consiste selon eux à refuser le droit de vote à certaines personnes sous prétexte qu'elles appartiennent à des classes différentes. Nous pouvons voir aujourd'hui comment le processus de la lutte de classes engendre naturellement les organes de cette dictature : les soviets [donc les conseils]. »
Pour les conseillistes du Groupe des communistes internationaux (néerlandais) : « Ce qui existe en Russie est un capitalisme d’État. Ceux qui se réclament du communisme doivent aussi attaquer ce capitalisme d’État ». « Le bolchévisme, capitalisme d’État et dictature des bureaucrates » selon le marxiste conseilliste Otto Rühle. Otto Rühle écrivit en 1939 sur la "dictature du prolétariat" menée par les bolchéviques :
« D'après la conception de Lénine, le pouvoir d'État aurait dû être expressément aboli. Or, on avait tout fait pour le reconstruire et le consolider. Ce n'est que lorsqu'il aurait été reconstruit et consolidé qu'on pourrait vraiment l'abolir. Qui devait comprendre, qui pouvait saisir une doctrine si curieuse ? La contradiction entre la théorie et la pratique était évidente. Mais il y avait beaucoup d'autres contradictions du même genre : le combat contre la bureaucratie et la croissance très rapide de celle-ci était l'une d'entre elles. Les masses n'avaient pas le temps de penser à toutes ces contradictions, elles avaient trop à faire pour assurer leur survie. D'ailleurs la dictature ne tolérait aucune contradiction, cette dictature du prolétariat qui devenait chaque jour un peu plus une dictature sur le prolétariat. »

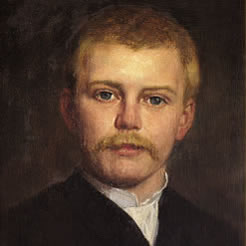
Herman Gorter, penseur marxiste conseilliste ayant critiqué les positions de Lénine.

Le marxologue et communiste de conseils Maximilien Rubel considère que la vision et la position de Lénine sur la dictature du prolétariat est à l'origine du stalinisme, et est donc une trahison de la pensée de Marx. Notamment, Rubel s'appuie et critique un texte de Lénine intitulé "Les tâches immédiates du pouvoir des Soviets" (1918) pour affirmer cette préfiguration du stalinisme, particulièrement sur l'expression de "dictature personnelle" qu'emploie Lénine.
Le communiste de conseils Herman Gorter en 1920 critique le livre de Lénine, sorti la même année, du nom de La Maladie infantile du communisme (le « gauchisme »). Anticipant l'évolution de l'Internationale communiste, il écrit dans son texte « Lettre ouverte au camarade Lénine » : « l'opportunisme n'a pas été tué ; pas même chez nous. C'est ce que nous constatons déjà dans tous les partis communistes, dans tous les pays » ; « L'usage s'établira à nouveau de mauvais compromis parlementaires avec les social-patriotes et les bourgeois » ; « La liberté de parole sera supprimée et de bons communistes seront exclus ». Anticipant l'éventualité de l'exclusion de l'aile gauche dont il fait partie, et le triomphe de la droite opportuniste, il écrit : « Lorsque l'opportunisme s'introduit de nouveau avec ses suites désastreuses pour la conscience et la force du prolétariat, c'est là un danger mille fois pire que lorsque la gauche se montre trop radicale. La gauche, même quand elle va trop loin pour une fois, reste toujours révolutionnaire » ; « La droite opportuniste est vouée à devenir de plus en plus opportuniste, à s'enfoncer de plus en plus dans le marais, et à causer toujours davantage la perte des ouvriers. L'opportunisme est la perte du mouvement ouvrier, la mort de la révolution. C'est à cause de l'opportunisme qu'est survenu tout le mal : le réformisme, la guerre, la défaite et la mort de la révolution en Hongrie et en Allemagne. L'opportunisme est la cause de notre anéantissement. Et il est présent dans la troisième Internationale... ». Cette vision, qui semble très pessimiste en 1921, prend tout son sens au regard de l'émergence du stalinisme et de la bureaucratie. Enfin, face à la résolution prise par le IIe congrès de la Troisième Internationale, qui exige « une discipline de fer confinant à la discipline militaire », Gorter rejette « la discipline de fer, l'obéissance militaire, la servitude de cadavre dont nous ne voulons pas ». Par rapport au syndicalisme, il précise : « Comme la "gauche" veut en premier lieu la libération des esprits, et qu'elle croit à l'unité des bourgeois, elle reconnait que les syndicats doivent être détruits et que le prolétariat a besoin de meilleures armes ». En 1921 il est parmi les fondateurs du Parti communiste ouvrier d'Allemagne : KAPD, puis il rejoint sa Fraction d'Essen et devient un des leaders de l'Internationale Communiste ouvrière (KAI). Sa « Réponse à Lénine » sera publiée en France en 1930 par les Groupes ouvriers communistes. Le KAPD sera exclu peu après de l'Internationale. Herman Gorter critiquait également Lénine sur l'aspect stratégique révolutionnaire consistant en ceci : croire que le model d'un parti bolchevique et léniniste pouvait s'exporter dans des pays d'Europe de l'Ouest (avec un capitalisme bien plus développé que n'était la Russie tsariste).

À la fin de sa « Lettre ouverte au camarade Lénine », Herman Gorter résume en 7 principaux points ses différences avec la stratégie de Lénine :
« 
Pour finir, afin de mettre mes appréciation sous une forme aussi brève et ramassée que possible - devant les yeux des ouvriers, qui ont à acquérir une conception claire de la tactique, je les résumerai en quelques thèses.
1. La tactique de la révolution occidentale doit être toute autre que celle de la révolution russe;
2. Car le prolétariat est ici tout seul;
3. Le prolétariat doit donc ici faire seul la révolution contre toutes les classes;
4. L'importance des masses prolétariennes est donc relativement plus grande, celle des chefs plus petite qu'en Russie;
5. Et le prolétariat doit avoir ici les toutes meilleures armes pour la révolution;
6. Comme les syndicats sont des armes défectueuses, il faut les supprimer ou les transformer radicalement, et mettre à la place des organisations d'entreprise, réunies dans une organisation générale;
7. Comme le prolétariat doit faire seul la révolution, et ne dispose d'aucune aide, il doit s'élever très haut en conscience et en courage. Et il est préférable de laisser de côté le parlementarisme dans la révolution.

 »
Le conseilliste Maximilien Rubel critique une idée de Lénine, ce dernier ayant dit dans Que faire ? : « Sans théorie révolutionnaire, pas de mouvement révolutionnaire. » Alors que, selon Rubel, pour Marx, au contraire, la théorie révolutionnaire ne fait que formuler et dégager dans l’abstraction le mouvement autonome du prolétariat révolutionnaire. Maximilien Rubel, dans la lignée de Anton Pannekoek, explique que la conception du prolétariat selon Lénine est un prolétariat qui ne peut percer par lui-même le secret de sa propre misère ; il ne peut lui donner un sens « historique » ; il ne peut, à lui seul, penser le socialisme. L'analyse léniniste sépare la conscience « trade-unioniste » et la conscience « socialiste » : alors que pour Marx cette dernière émanait de la classe ouvrière ; pour Lénine, elle vient à l’intelligentsia (bourgeoise), seule capable de comprendre la situation. Rubel considère ainsi que cette idée (qui viendrait aussi de Kautsky, cité dans Que faire ?) qui, jointe à la conception léninienne d’une révolution bourgeoise réalisée par la dictature du prolétariat et de la paysannerie pauvre, confère à cette pensée, et à l’action politique qu’elle commande, un caractère « bourgeois ».

### Opposition à l'Union soviétique et au capitalisme d'État

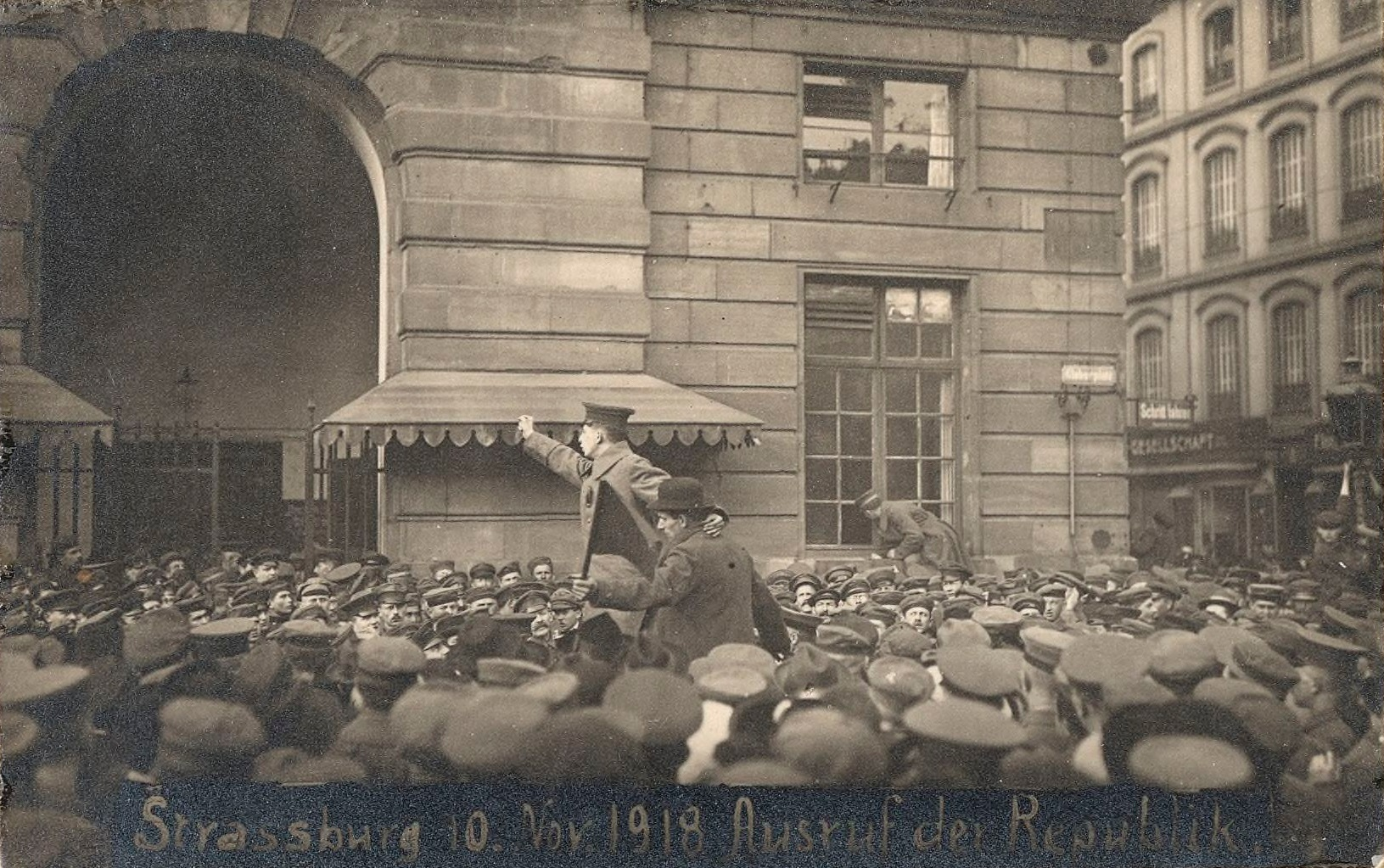
Proclamation de la « République » par le conseil d'ouvriers et de soldats sur la place Kléber à Strasbourg le 10 novembre 1918.

Le communiste de conseils Maximilien Rubel explique, au sujet de l'URSS, qu’avec l’absence de bourgeoisie présente en Russie lors de la révolution d’Octobre 1917, il s'agit du parti bolchevik avec son avant-garde de révolutionnaires qui s’est substituée à elle, mettant en œuvre à sa place ce que Marx a appelé l’accumulation primitive du capital dans la dernière section du Livre I du Capital. Combinant absolument toutes les méthodes d’accumulation primitive (expropriation de la paysannerie, création d’un prolétariat salarié au service d’une industrialisation massive) Maximilien Rubel démontre en quoi Lénine et Staline n’ont jamais cherché le socialisme ni le communisme, mais ont trouvé dans Le Capital de Marx tous les moyens pour produire un capitalisme d’État fonctionnel afin de rattraper les économies capitalistes libérales occidentales. Selon Rubel, au lieu que l’exploitation se fasse sous le capitalisme privé avec la bourgeoisie à sa tête, l’exploitation du prolétariat soviétique s’effectue directement par la bureaucratie d’État et à son service devenant maîtresse de la plus-value. Maximilien Rubel rappelle également qu’il n’a jamais été question chez Marx de conserver l’appareil d’État, l’argent ainsi que le salariat en tant que tel, mais qu’il fallait les abolir,.
Le conseilliste Paul Mattick, en s'intéressant à l’URSS, observe une proximité entre le keynésianisme et le capitalisme d’État (notamment soviétique). Il conclue que le capitalisme d’État reproduit en apparence l’économie de marché, car les rapports capital-travail sont perpétués. Le surproduit est centralisé autour de l’État sous forme de plus-value, et le prolétariat est directement exploité par lui.
Dans un domaine lié à la critique du capitalisme d'État, le conseilliste Anton Pannekoek, comme le communiste Paul Lafargue (gendre de Marx), considère que la propriété publique est une forme de propriété non possédée par les prolétaires eux-mêmes, mais qu’elle est soumise aux injonctions de l’appareil d’État, faisant d’eux des exploités non plus par le capitalisme privé, mais par l’appareil d’État central. Le but du socialisme est donc l'instauration non pas de la "propriété publique", mais de la "propriété commune".

### Opposition à la philosophie marxiste-léniniste et stalinienne
Avec l’émergence des pays dits socialistes, l’œuvre de Karl Marx est devenue politique, et des batailles considérables ont eu lieu concernant son interprétation. Ces interprétations s’inscrivaient toujours dans le cadre soit d’une adhésion soit d’une opposition à sa pensée par rapport aux circonstances géopolitiques internationales (l’émergence de l’URSS, comme seconde puissance mondiale durant la Guerre Froide face à l’Occident incarnant le capitalisme libéral, ou l’économie mixte keynésienne). 

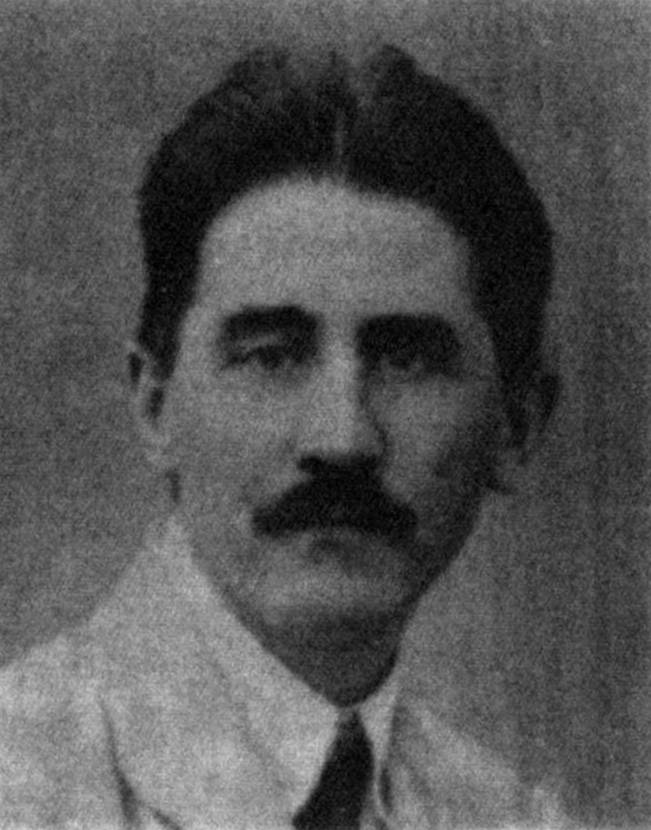
Karl Korsch, théoricien et philosophe marxiste du communisme de conseils.

C’est dans ce contexte qu’émerge à la marge certains penseurs communistes et marxistes, mais ne se revendiquant clairement pas d'une doctrine officielle comme le fera Joseph Staline avec l’émergence du marxisme-léninisme comme idéologie de l’État soviétique. C’est le cas de Karl Korsch, ce dernier publie en 1923 Marxisme et Philosophie provoquant sa rupture avec le mouvement communiste léniniste de la IIIe Internationale. Il rappelle à plusieurs reprises dans cet ouvrage que le marxisme n’est pas un matérialisme mécaniste dont pourrait s’emparer les sciences physiques qui seraient au-dessus de la lutte politique, mais qu’il s’agit davantage d’une épistémologie ne cessant de se modifier et de se corriger elle-même pour se mettre en accord avec les conditions réelles et concrètes suivant les circonstances historiques et s’adapter en fonction de celles-ci afin de permettre et de faire des propositions en luttant dans le sens de l’émancipation humaine. Le marxisme ne peut donc pas être par conséquent un dogmatisme. La conscience révolutionnaire ne peut émerger que grâce aux luttes et au sein du prolétariat lui-même ayant à prendre en charge ses propres affaires en s’organisant. Par conséquent à ses yeux, les soviets (les conseils ouvriers soviétiques) sont soumis à l’idéologie marxiste-léniniste, au lieu de produire par eux-mêmes les moyens de leurs propres organisations indépendamment de l’idéologie soviétique en gestation (Karl Korsch publie son livre en 1923). Karl Korsch pense ceci : les philosophies bourgeoises s’intéressent à l’histoire des idées abstraites et rejettent Karl Marx qui met en relation l’Histoire et les idées grâce à sa conception matérialiste de l’Histoire. Et de l’autre, les marxistes mécanistes dérivent vers un matérialisme scientifique (reposant sur les sciences physiques) ignorant totalement les dimensions philosophiques de la pensée de Marx. Pire que cela, la philosophie de Lénine nous ramène selon Korsh à bien avant la pensée de Kant et Hegel, sur l’opposition matière et esprit. Karl Korsh poursuit en disant que les marxistes orthodoxes se sont tournés vers la critique de l’État bourgeois, de la philosophie, de la religion et de l’économie politique, mais ont totalement oublié l’activité révolutionnaire pratique, la prise de conscience du prolétariat à travers l’arme de sa conscience critique, découplant à nouveau la praxis révolutionnaire en théorique d’un côté et en pratique de plus en plus repoussée indéfiniment, s’achevant sur un réformisme social-démocrate. Même la révolution devenait affaire de stricte théorie devant s’appliquer ensuite à la réalité d’où sa critique de Lénine.
Philosophiquement, certains penseurs conseillistes comme Maximilien Rubel vont jusqu'à refuser (et notamment de s'en revendiquer) du terme de "marxisme". Pour Rubel, le "marxisme" est certes une école se revendiquant et se disant partisane du nom de Marx, mais utiliser ce terme contribue à une forme de "culte onomastique" (ce qui, pour Rubel, va à l'encontre de la pensée de Marx qui combattait l'aliénation, dans le sens où on se dépossèderait de sa personnalité en se revendiquant d'un nom autre que soi-même). Le "marxisme" est devenue, selon Rubel, une sorte d'idéologie (au sens marxien) de trahison et d’oppression - phénomène de trahison que Marx a entrevu lorsqu’il affirma lui-même péremptoirement : « Tout ce que je sais, c’est que moi je ne suis pas marxiste ». Maximilien Rubel rappelle également que Karl Marx avait déconseillé que l'on se réfère à son nom dans le programme du nouveau parti socialiste anglais, ce dernier écrivant dans sa lettre à Hyndman le 2 juillet 1881 : « Cependant, en dehors de vos raisons plutôt humoristiques, je suis décidément d'avis qu'en nommant Le Capital et son auteur, cela aurait été une grosse gaffe. Dans les programmes de partis, il faut tout éviter, qui laisse apparaitre une dépendance directe à tels auteurs ou à tels livres. »

## Différences possibles entre "conseillisme" et "communisme de conseils": la question de l'organisation politique
Si les termes conseillisme et communisme de conseils sont souvent utilisés de manière interchangeable, il peut parfois exister des différences subtiles entre les deux. Que ça soit dans les références ou les approches.

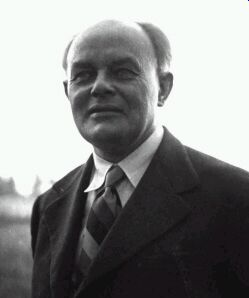
Otto Rühle, penseur conseilliste farouchement opposé au marxisme-léninisme et à l'Union soviétique.

Le communisme de conseils fait plus référence à la gauche communiste germano-hollandaise des années 1920-30 avec des penseurs comme Anton Pannekoek, Otto Rühle, Karl Korsch ou Paul Mattick elle se veut essentiellement marxiste et revendique le pouvoir aux conseils ouvriers qui doivent prendre une forme insurrectionnelle. Le terme marque son opposition au « communisme de parti » et la vision léniniste de la révolution. L'autre spécificité, c'est qu'à cette époque le communisme de conseils ne rejette pas totalement le besoin d'un parti politique communiste qui ferait de la formation théorique et de l'éducation mais il ne doit pas se substituer aux conseils ouvriers pour cela il doit adopter une forme non-hiérarchique.
À partir des années 1960, des courants inspirés par ce dernier se forme dans une forme marxiste et libertaire. Le terme conseilliste est parfois revendiqué ou servent à les désigner. On voit notamment des groupes comme l'Internationale Situationniste et l'Organisation Communiste Libertaire qui intègre cette approche, leurs visions ne se limitent plus aux simples conseils ouvriers ou à la sphère économique mais bien à l'ensemble de la société. Des conseils doivent se former dans toutes les sphères de la société, localement, dans les quartiers, les usines, les entreprises... Les situationnistes par exemple appellent au dépassement du travail comme activité détachée de la vie quotidienne, réfléchissent sur un nouvel aménagement du territoire, prône une société de loisir qui englobe tous les aspects de la vie. Le conseillisme se veut beaucoup plus radical dans la critique des formes hiérarchiques, et rejettent presque totalement l'idée d'un parti, qui serait une forme de structure institutionnelle souvent hiérarchique détachée des masses. Par conséquent ce mouvement prend une forme encore plus spontanéiste que le courant communiste de conseils d'origine des années 1920 et adopte une approche souvent anti-organisationnelle, même vis-à-vis d'elle-même.

## Le communisme de conseils en Allemagne et aux Pays-Bas
En octobre 1919, le Parti communiste d'Allemagne (KPD) exclut son aile gauche au congrès d'Heidelberg. Cette tendance entrainée par Karl Liebknecht et Rosa Luxemburg fonde alors un nouveau parti communiste le 4 avril 1920 : le KAPD (Parti communiste ouvrier d'Allemagne).

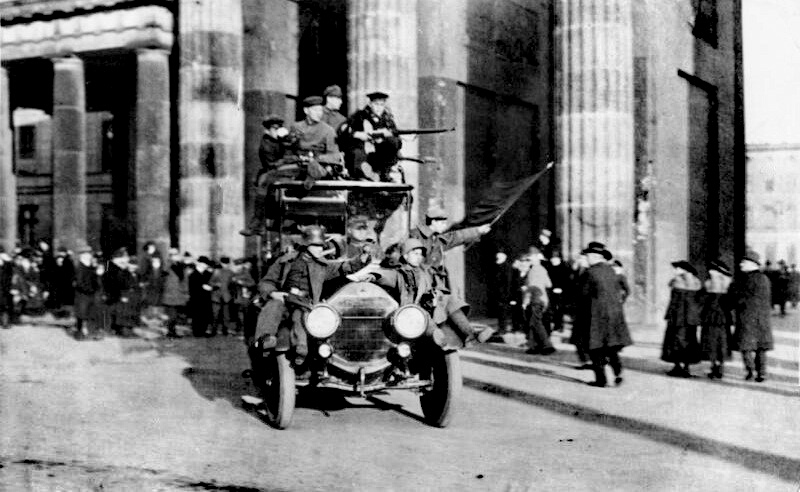
Révolution de novembre 1918 à Berlin : un groupe de soldats brandissant le drapeau rouge, le 9 novembre à la porte de Brandebourg.

Le 14 février 1920, les comités ouvriers se rassemblent dans l'Union générale des travailleurs d'Allemagne (AAUD). En 1921, l'AAUD regroupe deux cent mille travailleurs. Dans les années qui suivent, l'AAUD perd la quasi-totalité de ses effectifs. Début 1921, Béla Kun, envoyé de l'Internationale communiste, obtient l'accord du KAPD pour participer à l'« action de mars », une grève générale insurrectionnelle organisée par le Parti communiste d'Allemagne sur instruction du Komintern : des militants du KAPD comme Max Hoelz et Karl Plättner s'illustrent dans des combats de rue très durs durant cette tentative de soulèvement, qui débouche sur un échec total. La stratégie « gauchiste » menée en Allemagne est condamnée par Lénine lors du congrès du Komintern, en juin de la même année. Le KAPD rompt avec la IIIe internationale en juillet. En 1922, une partie du KAPD crée l'Internationale Communiste ouvrière, qui rassemble quelques organisations proches dont le Parti communiste ouvrier de Hollande.
En 1927, des communistes de conseils néerlandais fondent le Groupe des communistes internationaux (GIK). En 1931, l'AAUD prend le nom d'Union communiste ouvrière d'Allemagne (KAUD). L'Union communiste ouvrière d'Allemagne (KAUD) ne regroupe alors plus que quatre cents militants.

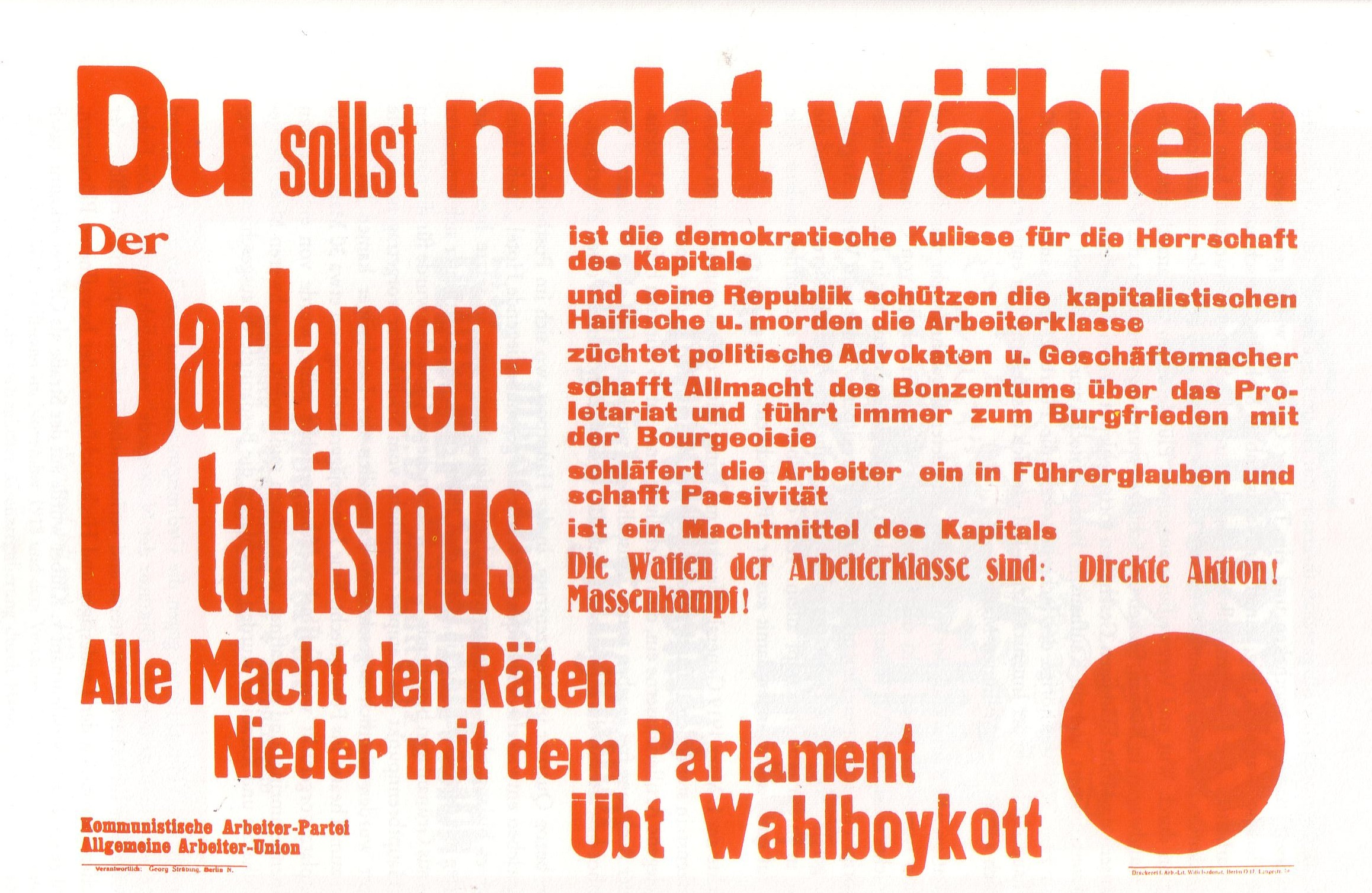
Affiche publiée par le KAPD / AAUD en 1920. Le Parti communiste ouvrier d'Allemagne (KAPD) est issu de la scission conseilliste du Parti communiste d'Allemagne (KPD), en 1920.

Marinus Van der Lubbe, accusé par les nazis de l'incendie du Reichstag, est membre à cette époque d'un petit groupe conseilliste : l'Opposition ouvrière de gauche (LAO). La même année, le KAPD s'autodissout dans la KAUD. Marinus Van der Lubbe est condamné à mort. Il est exécuté le 10 janvier 1934. La KAUD disparaît quelques mois plus tard, les militants se dispersant alors en une série de groupuscules clandestins. La Kommunistische Räte-Union et Rote Kämpfer sont des groupes conseillistes de résistance contre le nazisme en Allemagne.
Le GIK s'autodissout en 1940 au moment de l'invasion des Pays-Bas par la Wehrmacht. Entre 1941 et 1943, un groupe trotskiste allemand, les Communistes révolutionnaires d'Allemagne (RKD), s'alignent progressivement sur des positions conseillistes.

## Le communisme de conseils en France

### Les origines (1918-1945)

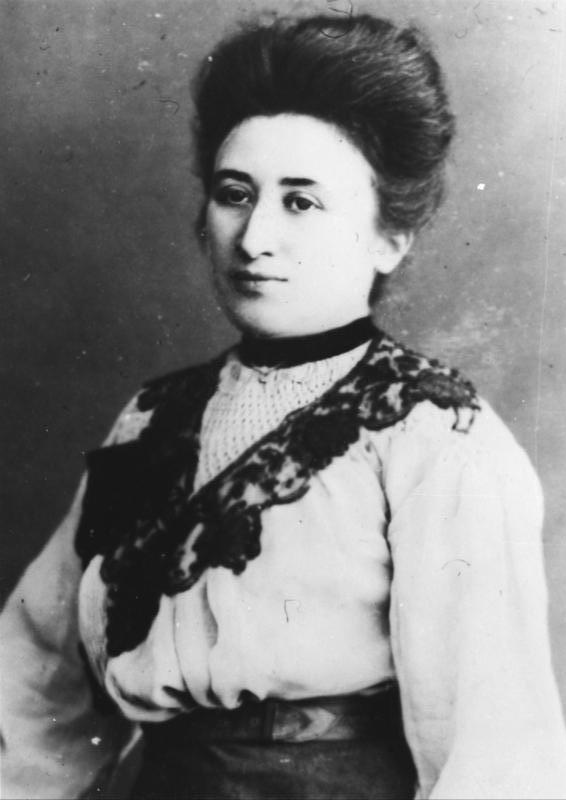
La figure de Rosa Luxemburg et certaines de ses idées ont pu influencer les communistes de conseils.

En France, le communisme de conseils apparaît d'abord en novembre 1918 avec la création des conseils ouvriers de Strasbourg. L'Alsace est alors en période de flou, l'Allemagne vient de signer l'armistice et d'abandonner la région mais la France n'a pas encore pris possession des lieux.
Le premier groupe conseilliste est créé en mai 1919 sous le nom de « Parti communiste français » (PCF). Ce petit groupe n'a rien à voir avec le PCF de la IIIe Internationale. Il n'est pas reconnu par l'Union soviétique. À Paris, le PCF de 1919, principalement animé par Raymond Péricat, s'organise en « soviets d'arrondissement ». Le PCF de 1919 regroupe aussi bien des marxistes que des anarchistes. Il publie un journal hebdomadaire tiré à 20 000 exemplaires : L'Internationale. Le PCF de 1919 ne dure que quelques mois et disparaît dès le mois de décembre. En avril 1920, les marxistes du PCF de 1919 créent un second PCF, tout aussi éphémère, et qui devra disparaître au mois de décembre au moment de la création de la Section française de la IIIe Internationale (SFIC, qui devient le PCF en 1943).
En 1929, un groupe bordiguiste français, Réveil communiste, s'aligne sur des positions conseillistes. Une quinzaine de conseillistes se rassemblent au mois d'août sous le nom de Groupes ouvriers communistes (GOC). Les GOC publient L'Ouvrier communiste. Les GOC disparaissent en 1931. André Prudhommeaux, Dori Prudhommeaux et Jean Dautry qui ont rompu avec les GOC publient successivement Spartacus (1931) et Correspondance internationale ouvrière (Nîmes, septembre 1932 - mai 1933).
En 1933, sur l'initiative d'un groupe local de la banlieue Ouest de Paris, une Conférence d'unification d'une douzaine de groupes d'opposants communistes et d'individus est organisée, aboutissant à une unification partielle. Quelques mois après, l'Union communiste (UC) naît d’une scission, moitié-moitié, dans la Ligue trotskiste qui avait participé à la conférence mais était restée indépendante. L'UC publie en novembre 1933, le no 1 de son journal L'Internationale. Sitôt née, en décembre 1933, l'Union communiste, fusionne avec l’organisation issue de la Conférence d’unification. Après cette fusion, l'UC évolue rapidement vers le communisme de conseils, absorbant le seul petit groupe se réclamant alors de ce courant (autour de Bayard). L'UC recueille par ailleurs une partie notable des bordiguistes (italiens pour la plupart) parisiens,. En 39 l'UC disparait.
Certains conseillistes français participent en 1941 à la création du Groupe révolutionnaire prolétarien avec des anarchistes et des militants trotskistes. Un groupe conseilliste lié aux RKD allemands est créé en France en 1944 : l'Organisation communiste révolutionnaire (OCR).

### L'après-guerre (1945-1967)
En octobre 45, des contacts se rétablissent, pilotés en particulier par Jean Lastérade (ex de l'Union communiste). Devant l'impossibilité de reconstituer l'UC quelques anciens membres de l'UC commencent des pourparlers avec les bordiguistes qui publient « L'Étincelle ». Ils finissent par intégrer, malgré son léninisme persistant, cette Fraction Française de la Gauche Communiste Internationale (FFGCI), animée par Suzanne Voute et Albert Vega, dont le journal « L'Internationaliste » a remplacé l'Étincelle. Henry Chazé, ex-UC, est chargé de la correspondance internationale de cette organisation. La FFGCI cesse d'exister en 1951, la plupart des militants rejoignant Socialisme ou barbarie.
En dehors de ces contacts entre militants « ultragauche » d'avant-guerre, c'est de la IVe Internationale trotskyste que sortent une bonne partie des militants des années 1960. C'est d'abord après la guerre le groupe « Fomento obrero revolucionario », issu de la section espagnole de la IVe Internationale (bolchéviques-léninistes, à ne pas confondre avec le POUM qui ne fut jamais reconnu par Trotsky) qui s'était illustrée durant la guerre civile par son soutien, au côté des Amis de Durruti, aux insurgés de mai 37. Le groupe eut une certaine influence en France, surtout grâce à la présence en son sein du poète Benjamin Péret.
Après la disparition de l'OCR en 1947, le communisme de conseil réapparaît en 1948 autour de certains membres de la revue Socialisme ou barbarie (S ou B), qui rompt alors à son tour avec le trotskisme en quittant le Parti communiste internationaliste (PCI). Depuis de longs mois déjà, la fraction S ou B dénonçait le bureaucratisme de la direction du PCI et de la IVe Internationale. Mais surtout, le groupe remettait en cause certains dogmes du trotskisme, notamment le caractère « ouvrier » de l'État russe, et donc la défense inconditionnelle de celui-ci.
Guy Debord fonde l'Internationale situationniste en 1957. L'Internationale Situationniste (IS) est une organisation à la fois conseilliste et libertaire qui prône le refus du travail et la révolution de la vie quotidienne.
Socialisme ou barbarie donne naissance en 1958 à deux groupes distincts, Informations et liaisons ouvrières et Pouvoir ouvrier. En 1960, Informations et Liaisons Ouvrières prend le nom de Informations et correspondances ouvrières (ICO). Dans les années 1960, un autre groupe conseilliste se constitue autour de Maximilien Rubel et Ngô Văn : le Groupe Communiste de Conseils.
En 1965, des militants de Pouvoir ouvrier ouvrent une librairie dans le quartier latin : La Vieille Taupe. Ils sont exclus de Pouvoir ouvrier en 1967. La même année, deux ouvrages importants sont publiés par les situationnistes : La Société du spectacle, de Guy Debord et le Traité de savoir-vivre à l'usage des jeunes générations, de Raoul Vaneigem. C'est aussi en 1967 que Socialisme ou barbarie disparaît. Des anciens militants de Socialisme ou barbarie créent alors un éphémère Communisme ou Barbarie qui ne dure que quelques mois et s'autodissout à la veille de Mai 68.

### Depuis 1968

#### 1968-1975
En mai 68, la plupart des groupes mentionnés précédemment ont disparu ou sont en voie de disparition. Différents éléments radicaux seront cependant actifs, en particulier au niveau du Comité d'action travailleurs-étudiants installé à la Faculté de Censier. Il s'agit particulièrement d'éléments gravitant autour de La Vieille Taupe, du Groupe de liaison pour l'action des travailleurs (GLAT), ou des Cahiers de Mai. Dans les années qui suivent surgiront des groupes se réclamant de l'ultragauche, sans lien direct avec les anciens groupes. Le terme « conseilliste » est principalement – mais pas exclusivement – utilisé par les groupes inspirés par les situationnistes. Cette floraison ne met pas un terme au courant historique de la gauche communiste germano-néerlandaise, dont les écrits et théories seront progressivement re-découverts par une partie des groupes issus de Mai 68. Globalement, beaucoup de groupes « conseillistes » nés peu de temps après Mai 68 auront une existence éphémère qui se limitera à une unique publication, journal ou brochure. Durant cette même période, une partie de ces groupes participent à Informations et correspondances ouvrières (ICO), qui devient une sorte de fourre-tout de l'ultragauche. Une collaboration s'établit par ailleurs entre ICO et certains des éléments du Mouvement du 22 mars (ceux qui étaient proches du groupe anarchiste Noir et Rouge). Ceci amène à des affrontements avec des éléments du groupe des Enragés qui assistaient aux réunions d'ICO, débouchant sur le rejet des Enragés. Fin 1970, Révolution internationale, Les Cahiers du Communisme de conseils et l'Organisation conseilliste de Clermont-Ferrand quittent l'ICO pour se constituer en regroupement. Si la plate-forme d'unification publiée en 1972 ne fait pas référence à la nécessité d'un « parti révolutionnaire », ce concept sera ré-introduit progressivement dans le regroupement. Celui-ci évoluera vers une intégration dans Révolution internationale des deux autres groupes, qui conduira en 1974 au départ des principaux animateurs de ces deux groupes.
Pouvoir ouvrier finit par s'autodissoudre à son tour en 1969. Certains militants issus de Pouvoir ouvrier se regroupent alors l'année suivante autour du bulletin La Voie, avant de créer en 1971 le Groupe marxiste pour le pouvoir des conseils de travailleurs (GMPCT) qui deviendra la « Gauche marxiste » contre l'avis des vieux de « Pouvoir ouvrier » qui ne voyaient pas l'intérêt de créer une nouvelle organisation. La Vieille Taupe et l'Internationale situationniste s'autodissolvent en 1972. La Vieille Taupe crée une nouvelle organisation, Le Mouvement communiste. La même année, le GMPCT prend le nom de Gauche marxiste, et publie le journal Lutte continue (membres dirigeants : Marcus, Serge Cosseron, Pierre Souyri, Jean-Pierre Hébert). Informations et correspondances ouvrières, et la Gauche marxiste s'autodissolvent en 1973.
Le Mouvement communiste disparaît à son tour en 1974. En 1975, des anciens militants de Informations et correspondances ouvrières participent à la création du réseau Échanges et mouvement.
L’Organisation des jeunes travailleurs révolutionnaires (OJTR) avait été constituée par une poignée de jeunes travailleurs du PSU lors de l’été 1970, en tant qu'« organisation de masses » de ce parti en direction des jeunes travailleurs. Cette organisation entrera rapidement en crise, et une partie de ses membres sera influencé par l'ultragauche et le situationnisme. Ceux-ci seront à l'origine de la publication du texte « Le Militantisme, stade suprême de l'aliénation » en 1972, dans la perspective de dissoudre l'OJTR. En 1975-76, l'ex-OJTR publie « Un monde sans argent : Le Communisme ». L'auteur de ce texte, Dominique Blanc, animera ensuite King-Kong international (1976), qui changera de nom au deuxième numéro (1977) pour devenir La Guerre sociale.
Le groupe Pour une intervention communiste se constitue fin 1973 sur des positions proches de la Gauche allemande et une analyse de la société capitaliste se rattachant à celle de Rosa Luxemburg. De 1974 à son auto-dissolution en 1982, il publiera 38 numéros de la revue Jeune Taupe, ainsi qu'un nombre important de brochures, tracts, affiches. En 1981 une scission forme le groupe Volonté communiste, publiant le journal Révolution sociale (no 1 paru en juin 1981). Après la dissolution du groupe, la majorité de celui-ci forme L'Insécurité sociale (groupe et publication, no 0 paru en janvier 1982). L'Insécurité sociale se situe en rupture avec le milieu ultragauche, considérant que « si l'ultragauche a représenté après 68 un certain dépassement du gauchisme, dont elle s'est d'ailleurs alimentée, elle n'est à terme parvenue qu'à une variante radicale de celui-ci ».
Durant l'année 1974, une tendance – particulièrement présente à Bordeaux – se constitue à l'intérieur de l'organisation trotskyste Lutte ouvrière, à partir de la critique de la caractérisation de l'État russe comme « État ouvrier ». Ceci conduit le 3 novembre 1974 à la dissolution de la section de Bordeaux de Lutte ouvrière, et à la constitution le même jour du groupe l'Union ouvrière (UO), qui publie dès décembre un journal portant le même nom (sous titré : pour l'abolition de l'esclavage salarié, 19 numéros de décembre 1974 à juillet 1976). À la même période, une des tendances de la LCR trotskyste rejette l'électoralisme de l'organisation, ainsi que son analyse de l'URSS. UO rompt l'année suivante avec les restes de léninisme qui persistaient à son origine et évoluera vers des positions proches de l'ultragauche puis du situationnisme. UO s'auto-liquide en octobre 1976. L'ex-UO se divise en plusieurs groupes chacun ayant sa propre presse : L'Injure sociale (Paris, régions Nord et Est), L'ordre des choses (région centre), abolition de l'esclavage salarié (Sud-Ouest). Un bulletin de liaison - Chronique des révolutions de la Terre (no 1, janvier 1977) - ne survivra pas à l'éclatement de l'ex-U.O.
Le groupe communiste de conseils (GCC) disparaît au cours des années 1970.

#### Publications 1968-1975
Parmi les publications se réclamant de la Gauche communiste ou conseillistes en France entre 1968 et 1975, on peut citer :
- Alarma (FOR), reprenant les positions de Grandizo Munis[76] ;
- Les amis de 4 millions de jeunes travailleurs[77] ;
- Cahiers du communisme de conseils, édités à Marseille par Robert Camoin, 12 numéros d'octobre 1968 à novembre 1972[78] ;
- Informations et correspondances ouvrières (ICO)[79] ;
- Lutte continue (Gauche marxiste)[80] ;
- Lutte de classe (GLAT)[81] ;
- La Marge et Vroutsch (à Strasbourg)[82] ;
- Négation[83] ;
- Pour le pouvoir international des conseils ouvriers (PPICO), 9 numéros de 1972 à 1974[84] ;
- Pour une critique révolutionnaire, diverses publications et affiches de 1968 à 1972[85] ;
- Pour l'organisation conseilliste (GRCA), 1970[86] ;
- Révolution internationale[87].

#### Autonomie ouvrière ou Mouvement autonome
À partir de 1976 deux tendances vont se développer parallèlement, tout en étant souvent confondues (confusion parfois entretenue par une partie des groupes ultragauche eux-mêmes) : une revendication de l'Autonomie ouvrière (par ailleurs position centrale du communisme de conseils depuis ses origines) se concrétisant dans cette période par l'apparition sur quelques entreprises de groupes de travailleurs en dehors et contre les syndicats; un mouvement dit « Autonome » ou de « l'Autonomie » dans lequel se retrouvent différents courants issus de la crise du gauchisme (tant anarchistes que léninistes) soudés par un activisme assumant certaines modalités d'une violence prolétarienne.
Seule la première de ces deux tendances peut se rattacher au communisme de conseils, bien que des éléments proches de l'ultragauche aient pu participer à la seconde. Sur la formation de « Groupes Autonomes Ouvriers » dans cette période, voir l'article « Autonomie ouvrière ».

#### Depuis 1975
De 1986 à 1994, le comité des mal logés met en pratique dans ses luttes, ses occupations d'immeubles HLM, et son organisation interne les principes du communisme de conseil, il fédéra plusieurs dizaines d'immeubles en lutte et regroupa jusqu'à cinq cents mal logés de toutes origines géographiques à Paris et Banlieue de 1986 à 1994. Son organisation était de type conseilliste, toutes les décisions étaient prises en assemblée générale avec refus de délégation de représentativité, ses membres sur leur lieu de travail, majoritairement dans les entreprises de nettoyage (COMATEC par exemple), se fédéraient à la CNT. Une dizaine de ses militants s'est réunie pour rédiger une brochure de bilan de cette expérience, lorsque scission et dissolution ne faisaient quasiment plus de doute tant les forces politiciennes de la gauche de gouvernement s'étaient liguées, selon les membres du comité, pour obtenir sa dislocation.
Parmi les revues d'ultragauche publiées en France après 1975, on peut citer :
- Jeune Taupe (1974-1982), revue du groupe Pour une intervention communiste (PIC)[89] ;
- L'Insécurité Sociale, (1982-1987), suivie de Interrogations pour la communauté humaine (1988-1991)[90] ;
- King-Kong International (1976), suivi de La Guerre Sociale (1977-1982) ;
- Autonomie ouvrière pour l'abolition du salariat, suivi de Bulletin Critique, revues éditées par le Cercle Marxiste de Rouen (1976-1979) ;
- Théorie Communiste (1977) ;
- Temps critiques (1989) ;
- L'Assommoir, sept numéros entre 1978 et 1985[91] ;
- Le Frondeur (1980)[92] ;
- Oser lutter, oser vaincre : l'expérience du comité des mal-logés[93] ;
- Le Brise-glace (1988-1990)[94] ;
- L'oiseau-tempête (1997)[95] ;
- Spartacus, éditée à partir de décembre 1976 par René Lefeuvre (sans que cette revue puisse être directement cataloguée comme revue ultragauche, différents militants de ce courant - organisés par exemple dans le groupe PIC ou à titre individuel comme Galar - participeront à sa rédaction)[96].

Le début des années 1980 est marqué par l'établissement de rapports « détendus » – ou de confiance – entre différents groupes, y compris certains groupes « anarchistes » qui se sont rapprochés du communisme de conseils. Par exemple, un tract du mois de mars 1980 (« Derrière le chantage à la 3e guerre mondiale, le renforcement de l'exploitation capitaliste ! ») réunit : Cercle marxiste de Rouen, Groupe Commune de Kronstadt de la Fédération anarchiste, un groupe de l'Organisation communiste libertaire, Groupe de Travailleurs pour l'Autonomie Ouvrière, L'Action Communiste, Le Frondeur, Pour une intervention communiste, ainsi que deux groupes « étrangers » (Collectif pour l'Autonomie ouvrière de Madrid, Collectif Subversif d'Amsterdam).
En 1994, un bar d'ultragauche a été ouvert à Paris : La Bonne Descente, d'abord à Clichy, puis transférée dans le 19e arrondissement en 1995. La Bonne Descente a fermé en 1997.
Dans les années 2010, le réseau Échanges et Mouvement issu d'Informations et Correspondances Ouvrières continue à publier depuis 1975 la revue Échanges et Mouvement et le bulletin Dans le monde une classe en lutte.

### Les situationnistes

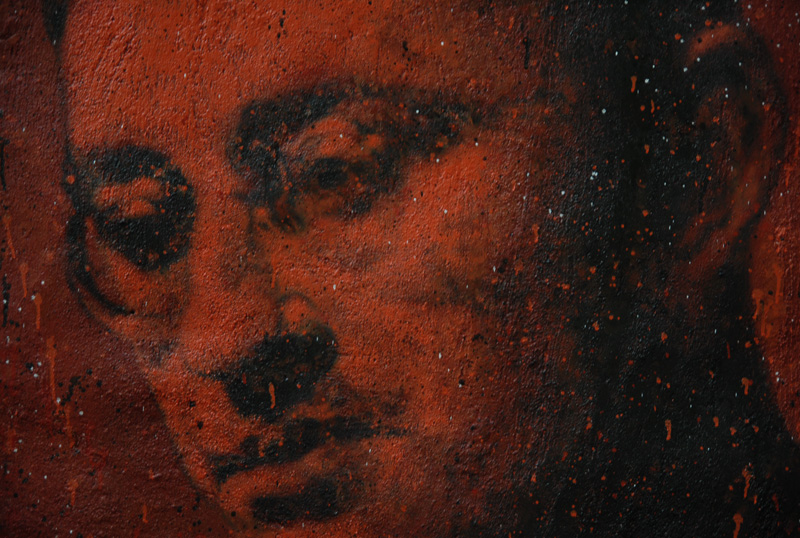
Guy Debord, penseur révolutionnaire situationniste et conseilliste.

L'Internationale situationniste (IS) est fondée en juillet 1957 à la conférence de Cosio d'Arroscia par des individus venant de plusieurs groupes artistiques d'avant-garde : L'Internationale Lettriste, le Mouvement international pour un Bauhaus imaginiste et le Comité psychogéographique de Londres. 1962 voit la scission entre « artistes » et « révolutionnaires » et l'exclusion des premiers (même si de nombreux artistes restent dans l'IS, comme l'écrivain-cinéaste Guy Debord). Dans les années qui précèdent 1968, l'IS développe une position très marxiste d'un parti théorique représentant le plus haut niveau de conscience révolutionnaire. En mai 68, l'IS s'élargit au travers du Comité Enragés-Situationnistes, puis du Conseil pour le maintien des occupations (CMDO). Après son auto-dissolution en 1972, un certain nombre de groupes et de publications plus ou moins situationnistes ou post-situationnistes sont apparus. Parmi les groupes issus du CMDO, le seul à avoir dépassé le stade de la déclaration de principes semble être le Groupe Révolutionnaire Conseilliste d'Agitation (GRCA), formé par Alain Chevalier (exclu de l'IS en octobre 1969), François Lécuyer, Jacques Le Glou et Jean-Louis Rançon (ex-membres du CMDO), publiant entre autres deux numéros d'une éphémère revue intitulée Pour l'Organisation Conseilliste.
Plus récemment, l'influence (ou l'écho) des théories situationnistes se retrouve dans une série de publications :
- L'Assommoir (7 numéros, 1978-1985) ;
- Les Fossoyeurs du vieux monde (1981) : squat et actions émeutières ;
- L'Encyclopédie des nuisances (1984) : courant anti-industriel ;
- Le Jeu révolutionnaire (1996) ;
- L'Achèvement (1996).

Les principaux « théoriciens » de l'IS ont continué d'écrire des essais, poursuivant d'une certaine façon dans la même lignée, notamment Guy Debord et Raoul Vaneigem.

## Le conseillisme dans les autres pays

### États-Unis
Dans les années 1930, Paul Mattick a émigré aux États-Unis où il publie International Council Correspondence, auquel succèdent Living Marxism en 1938 et New Essays en 1942. Dans les années 1970, Paul Mattick Jr continuera d'animer la revue Root and Branch. Un autre groupe « A world to win » publie à San Francisco Now and After dans la même période (dissolution en 1979).

### Canada
Dans les années 1970, est éditée à Toronto une revue proche du communisme de conseils nommée The Red Menace.

### Chine
À partir de 1976, paraît à Hong-Kong la publication Minus 8 (en anglais), dans laquelle on retrouve principalement des contributions d'ex-gardes rouges réfugiés à Hong-Kong. Ces écrits peuvent se rattacher tant au conseillisme qu'au communisme libertaire, tout en étant avant tout le produit de l'expérience de ses rédacteurs. Le titre Minus 8 signifie 8 avant 1984 (référence à George Orwell) et sera donc suivi les années suivantes de Minus 7, Minus 6… En dehors de la publication régulière de la revue, ce groupe publia un ouvrage La révolution est morte, vive la révolution, consacré à une analyse critique de la révolution culturelle.

### Grande-Bretagne

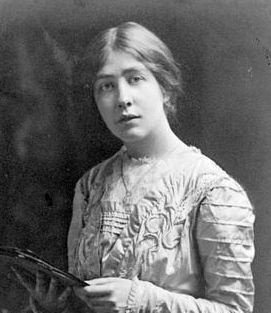
Sylvia Pankhurst, militante britannique de gauche communiste, antiraciste, anticolonialiste et suffragiste proche du communisme de conseils.

En 1960, une scission du groupe trotskyste Socialist Labour League forme 'Socialism Reaffirmed' qui publie cinq numéros du journal Agitor à Londres. À partir du sixième numéro, journal et groupe prennent le nom de Solidarity (en). Ce groupe était très influencé par Socialisme ou barbarie, et plus particulièrement par Paul Cardan (Cornelius Castoriadis) au travers des traductions libres de « Chris » ancien « archéomarxiste » comme Castoriadis. Au début des années 1980, l'appartenance à Solidarity repose sur l'adhésion au texte « As we see it ». Son journal Solidarity for Social Revolution est édité alternativement par différents groupes locaux. Un des membres du groupe Solidarity (en) (Joe Jacobs) sera un des initiateurs du réseau qui publie aujourd'hui Échanges et mouvement. 
En septembre 1975, deux groupes d'ultragauche, Workers' Voice (Liverpool) et Revolutionary Perspective (Glasgow), fusionnent pour constituer la (en) Communist Workers' Organisation (CWO).
En 1978, deux groupes (partageant une même boite postale) se constituent sur Londres : le collectif « Authority » publiant la revue du même nom et le groupe/collectif « Kronstadt Kids » se réclamant de l'autonomie ouvrière. Les deux groupes sont issus de ruptures avec le mouvement anarchiste. Des membres de ces groupes participent également à la libraire « Rising Free », se caractérisant par son refus de diffuser les journaux gauchistes. Authority et Kronstadt Kids seront les éditeurs de l'édition en anglais de l'International Discussion Bulletin.

### Espagne
En mars 1971, à Barcelone, une brochure signée « 1000 » appelle au boycott des élections syndicales. La presse et la police qui veulent absolument une signature, interprètent MIL comme Movimiente Iberico de Liberacion. Pour financer ses activités (publications, caisses de solidarité), le MIL va pratiquer l'expropriation. Les éditions Mayo 37, créées en janvier 1973, publient des textes de Camillo Berneri, Les Conseils ouvriers d'Anton Pannekoek, De la misère en milieu étudiant (Internationale situationniste)… En septembre 1973, plusieurs militants sont arrêtés, dont Salvador Puig Antich qui sera garroté le 2 mars.
En mai 1977, le « Movimiento de Liberacion Comunista » se constitue au travers de l'unification de plusieurs petits groupes en évolution vis-à-vis du gauchisme : Germania Socialista, Grupo Comunista Revolucionario, Insurección, Lucha Obrera et Unión Comunista de Liberación. Il publiera pendant quelque temps une revue mensuelle, Lucha Obrera.
Deux autres revues « pour l'autonomie ouvrière » sont publiées à Madrid dans la même période : Emancipacion et Teoria y Practica. Après la dissolution du « Movimiento de Liberacion Comunista », et de « Teoria y Practica », des militants des deux groupes se retrouvent dans les Colectivos por la Autonomia Obrera (C.A.O.) avec des individus issus de la CNT (en 1978). Un groupe de travailleurs de Vigo, en Galice, signant Autonomie Prolétarienne, publie plusieurs tracts dénonçant Partis et Syndicats et se réclamant des Assemblées ouvrières. La revue El Topo Avizor, issue de l'anarchisme mais critique vis-à-vis de la CNT, est publiée (avec une adresse à Barcelone et une à Paris).
En mars-avril 1979, paraît à Barcelone le premier numéro d'une revue bimensuelle pour l'autonomie ouvrière Seisdedos (d'après le surnom de Francisco Curro Cruz, une des victimes de la répression de janvier 1933 contre un groupe de paysans de Casas Viejas ayant proclamé le communisme libertaire).

### Grèce
Au début des années 1980, un groupe de militants anarchistes grecs, influencés par le situationnisme, résidant en Grande-Bretagne (Manchester, Leeds…) et qui édite la revue TORIGMA se rapproche du communisme de conseils (débat avec « Kronstadt Kids » en G.B. et PIC/Jeune Taupe en France). Il participera au bulletin International Discussion Bulletin copublié par différents groupes d'ultragauche.

### Italie
Le groupe CCRAP (Centre Communiste de Recherche pour l'Autonomie Prolétarienne) se constitue au début des années 1970 avec pour tâche de maintenir un travail d'information et de réflexion sur les luttes ouvrières et la crise capitaliste dans le contexte italien. À partir de mars 77, il publie Collegamenti per l'organizzazione diretta di classe (Liaisons pour l'organisation directe de la classe). À l'intérieur de ce que l'on nomme à l'époque en Italie « zone de l'autonomie », la tendance du CCRAP qui privilégie l'organisation indépendante des travailleurs contre le pouvoir capitaliste est minoritaire par rapport aux groupes para-militaires issus de groupes léninistes en décomposition (Lotta Continua, etc.) favorables à une action terroriste putschiste. Le CCRAP regroupait des groupes de Milan, Naples et Florence.
Plusieurs autres revues et bulletins paraissent également en Italie à la fin des années 1970 : Primo Maggio, Marxiana, Filo Rosso (publié par un ensemble de collectifs autonomes de travailleurs des services et d'autres entreprises à Rome), Coordinamento Operaio Om-Fiat, etc. Toujours à la fin des années 1970 paraît la revue DISSENSO est/ouest se réclamant de l'autonomie ouvrière. Celle-ci reproduit dans son no 3 (1978) un article d'un Collettivo Proletario Autonomo — « Terrorisme de Parti et Organisation Autonome du Prolétariat » — à propos des Brigades Rouges et de leurs activités diamétralement opposées à celles de l'autonomie ouvrière.

### Portugal
Après le coup d'État du 25 avril 1974, un certain nombre de groupes s'inspirant à des degrés divers du communisme de conseil se constituent ou se réactivent au Portugal :
Combate. Le groupe qui publie après le coup militaire du 25 avril le journal Combate se constitue à partir de militants venant de différents horizons, y compris des maoïstes ce qui explique certains compromis de la première version de leur plate-forme (en particulier sur la question nationale), rectifiée par la suite. D'abord hebdomadaire, le journal reposait sur des interviews avec des travailleurs en lutte. Les numéros de Combate publiés sur la période 74-76 fournissent ainsi une description des mouvements sociaux ayant existé à l'époque. À partir de 1977, les rédacteurs de Combate insistent plus sur une critique de la bureaucratisation en cours. Avec la situation de reflux, les membres de Combate considèrent dès 1978 qu'il est impossible de continuer cette activité et l'édition de Combate est suspendue après 52 numéros, ces numéros sont depuis republiés par des éditions militantes. Parallèlement, ils avaient décidé à l'automne 1975 d'ouvrir une librairie (Contra a Corrente) dans un des vieux quartiers ouvriers de Lisbonne. Sous le même sigle Contra a Corrente ils publieront une vingtaine de brochures.
Edicões Spartacus (Éditions Spartacus). Publication de textes d'ultragauche (Anton Pannekoek, KAPD, Ciliga…) généralement traduits du français (principalement des Cahiers Spartacus).
Association des groupes autonomes anarchistes. Groupes de « jeunes anars » qui sortent un bulletin et un journal ronéoté intitulé O Rebelde (Le Rebelle). Influencés par le situationnisme.
A Batalha (La Bataille). Cet organe de la CGT portugaise (anarcho-syndicaliste) publie alors dans ses colonnes quelques textes communistes de conseils critiquant les syndicats.
Cadernos Textuais (Cahiers textuels). Publient Amadeo Bordiga, Benjamin Péret/Grandizo Munis (Les syndicats contre la révolution…) en portugais.

### Suède
Une revue proche du communisme de conseil paraît dans les années 1970 : Arbetarmakt (Workers's Power League). Un autre groupe existe à la même époque à Stockholm, Marxistik Arbeitergrupp. À la fin des années 1970, ces deux groupes participent avec d'autres groupes scandinaves à des « Conférences communistes internationales ».
Ce courant publie encore aujourd'hui de nombreuses revues dans différents pays, comme Aufheben en Angleterre ou Perspective internationaliste en Belgique.

### Brésil
Un collectif appelé « Mouvement conseilliste », devenu « Mouvement autogestionnaire », se réclame du communisme de conseils et maintient les références à cette tendance comme principale source d'inspiration mais pose la nécessité d'une mise à jour et d'un développement théorique, préférant utiliser le vocable « autogestionnaire », une expression du courant marxiste. Son principal théoricien est le sociologue Nildo Viana, auteur du Manifeste autogestionnaire.

## Personnalités
Parmi les différentes personnalités qui ont illustré l'histoire du communisme de conseils, on peut notamment citer Anton Pannekoek (auteur en 1946 d'un ouvrage intitulé Les Conseils ouvriers), Herman Gorter, Karl Korsch, Maximilien Rubel, Otto Rühle, Ian Appel, Paul Mattick, Cajo Brendel, Henry Chazé (Gaston Davoust), Benjamin Péret, Henri Simon (Informations et Correspondances Ouvrières), Cornelius Castoriadis et Claude Lefort (animateurs de Socialisme ou barbarie).
Des anarchistes comme Gustav Landauer et Erich Mühsam, qui ont l'un et l'autre participé à la République des conseils de Bavière en 1919, se sont aussi prononcés pour les conseils de travailleurs. Erich Mühsam est également l'auteur d'une Marseillaise des conseils ouvriers. Par ailleurs, en 1936, le marxiste et conseilliste Karl Korsch soutint les anarcho-communistes durant la révolution espagnole.
Hannah Arendt défend le système des conseils, contre le système des partis, sans pour autant pouvoir être considérée comme partisane du communisme de conseils. En effet, pour elle, le modèle type des conseils n'est pas le conseil ouvrier (qui a pour principale fonction de régler la vie économique — d'une manière différente à la fois des capitalistes et d'un État planificateur), mais des « conseils révolutionnaires » dont la fonction est avant tout politique. Hannah Arendt défend toute forme d'insurrection, d'émergence spontanée d'organisations démocratiques. L'enjeu pour elle est de garantir la liberté de chacun (cf. Qu'est-ce que la liberté ?), la possibilité de l'apparition d'espaces publics (cf. Condition de l'homme moderne).

#### Concepts
- Mouvance autonome en France
- Anarchisme
- Anarcho-communisme
- Comité des mal logés
- Communisme
- Communalisme
- Démocratie directe
- Éditions Spartacus
- Extrême gauche
- Histoire du communisme
- Gauche communiste
- Libertaire
- Luxemburgisme
- Marxisme
- Marxisme autogestionnaire
- Marxisme libertaire
- Projet Cybersyn
- Révolte de Kronstadt
- Socialisme
- Ultra gauche